# 梁启超
梁启超（1873年2月23日—1929年1月19日），署名作梁超，字卓如、宏猷、任甫，别号任公、饮冰室主人，广东省广州府新会县潮居都茶坑乡人，人稱梁新会。他在青年时期與康有為合作进行戊戌變法，失敗後流亡日本，在海外推動清朝君主立憲。清末时期，他首次提出中华民族的概念。
中华民国建立，他一度入袁世凯政府，先后擔任司法總長、币制局长等职务，之后对袁世凯称帝不满，与蔡锷等密谋发动护国运动倒袁。他还反对張勳復辟帝制而發起武裝行動討張，并一度加入段祺瑞政府担任财政总长，兼任盐务总署督办等职務。退出政坛后，倡导新文化，致力文教事业，并支持五四青年爱国运动，为清华国学研究院四大导师之一，并担任京师图书馆馆长。

## 生平

### 幼年
1873年2月23日（正月廿六），梁启超出生于廣東省新會县茶坑鄉一个半耕半读的家庭，祖父和父亲虽都曾参与乡政，但家庭贫困，甚至曾遺失梁氏族谱。幼年时在家中接受传统教育，熟读《四书》《五经》，祖父梁维清经常给他讲述“崖山海战亡宋、永历八年清军吃城亡明等国难之事”，朗诵激动人心的诗歌篇章。还让他熟读《史记》、《纲鉴易知录》等。其父梁宝瑛考秀才屡试不第，将自己未能实现的愿望寄托在儿子身上，常训之曰：“汝自视乃如常儿乎？”父慈而严，督课之外，使之劳作。宏猷则好读书，聪颖过人，被誉为“神童”，“八岁学为文，九岁能缀千言”。梁启超九岁入读新会城周醒吾塾馆，师从秀才李兆镜，很快达到童试的水平。

### 參與縣試
1882年（光緒八年初），梁啟超9歲時到新会县衙参加县试，在考场中第一个交卷，主考官彭君榖知县取试卷一看，拍案叫好，经过复试、面试之后，传他到县衙单独接见，更为其打开进入县衙。梁启超对知县提出的问题均对答如流，显得才华出众，因此取为第一名。县试之后四个月，梁啟超到省城参加府試，轻而易举得到第一名，成为案首。光緒十年（1884年10月），到省城参加院試，又中第一名，補博士弟子員，成为秀才。

### 正式求學
1885年（光緒十一年），12歲的梁启超補博士弟子後，先在廣州吕拔湖大馆求学，翌年到佛山陈梅坪那裏學習訓詁學。从此，对訓詁學极为酷爱，逐渐厌弃八股文。
1887年（光緒十三年），14歲的梁启超到广州入读当时广东最高的学府学海堂，家境清贫、刻苦攻读的梁启超“季课大考，四季皆第一”，因而获得奖学金。奖学金除用作日常花费外，剩余的钱用于购买各种书籍。在学海堂学习期间曾从学石星巢，他还结识了麦孟华、曾刚甫等人，互相切磋学问。同时又到菊坡精舍、粵秀書院、粵華書院旁听学习，广纳众家之所學。

### 鄉試中舉
1889年8月（光緒十五年七月），16歲的梁启超与姑表兄谭镳在广州参加乡试，正考官为内阁学士李端棻，副主考为翰林院修撰王仁堪，试後，梁启超、谭镳分别中第八、第九名举人。李端棻非常欣赏梁的才华、见识及胆略。王仁堪亦深感人才难得，想将梁招赘入婿，未及开口，李端棻请王仁堪作媒，想将其堂妹李蕙仙许配予梁，并派人到新会将梁宝瑛接来广州，梁宝瑛爽快答应这门亲事。
中举后，梁启超回到新会东甲乡祖祠拜谢祖先，庆祝一番。尔后，即到广州学海堂刻苦攻读，准备入京会试。

### 会试落第

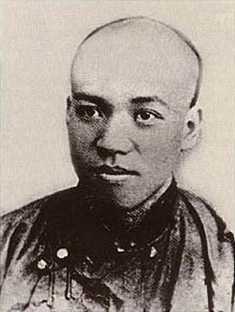
少年時期梁啟超 1893年

1890年（光緒十六年春），由李端棻资助旅费，父亲陪同下入京，住宣武门外永光寺西街新会会馆，参加考试。因朝中守旧势力排斥新思潮，不中落第。
梁启超回粤路经上海，购得《瀛寰志略》，始知世界有五大洲各国。八月，继续在学海堂研读，希望得到名师指点，好友麦孟华得知此事后，介绍梁找陳千秋。梁从陈口中得知康有为向皇帝上书请求变法，要求陈尽快引荐。见面后，康向梁痛陈朝廷腐败及向西方救国救民之理。梁听后深感自己知识浅薄，即拜康先生为师。
光緒十七年（1891年），在梁启超、陳千秋的邀请下，康有为创设万木草堂，梁、陳二人充任學長，成为学生首领。与此同时，又与韩云台在广州衞邊街设立学馆，阐发自己的学术见解。更与学海堂、菊坡精舍、红棉草堂及镇海楼的学生广为联系，结交朋友数百人。万木草堂培养的学生，日后成为维新变法的骨干。

### 入赘完婚
光緒十七年九月，梁启超收到李端棻的来信，催其速入京完婚。但因家境清贫，无钱娶亲，父亲要求他惟有按照入赘的方法，由女家张罗费用，免除男方的负担。梁乘船北上入京，婚礼由李端棻主办，他特意邀请当朝有维新思想的达官贵人，包括有戶部尚書翁同龢、散館授編修徐致靖、翰林院編修文廷式、刑部主事楊深秀等人。婚后，梁日夜准备课业，力争金榜题名。翌年春，梁第二次参加会试，因在策论中痛陈时弊，大谈变法，令守旧派官员无法接受。因此，未予录取。当年夏天，梁启超夫妇回到了新会。光緒十九年二月廿八，李氏生下长女令娴，取学名思顺，纪念母亲生于顺天府。

### 协助康有为著书立说
梁启超将妻女安顿于家乡后，随即带着胞弟梁启勳到广州入读万木草堂，并协助康有为著书立说，作改革之理论准备。此时，梁更专心研读江南製造局所译之西书，并学习英國人傅蘭雅編輯的《格致彙編》期刊，努力思索救国良策，酝酿改革方法。光绪十八年（1892年）除夕，梁致函張之洞之幕僚汪康年，信中指出中国应以大兴铁路为主，建议张之洞修筑南北干线，允许私人修筑支线接入，形成强大铁路网，大清可转弱为强。这是梁启超提出的首个改革方案。
光緒二十年（1894年）慈禧太后六十寿辰，特设会试恩科。新年过后，梁启超携妻女北上，与康有为会合。二月十二日乘火车抵京，将妻女送往李府，自己则住粉房琉璃街新會邑館。梁在北京广交朋友，与夏曾佑、曾廣鈞、盛伯熙、張謇等京官互相联络，大力向翁同龢、李鸿章等高官宣传康有为著作的《新學偽經考》《孔子改制考》，令北京思想界掀起一股飓风，对知识分子产生巨大的影响，引起顽固守旧派官员弹劾康有为。梁得知此事，四处奔走，为其说情。由于梁启超与朋友多方活动，惩办康有为的气氛稍趋缓和。甲午戰爭爆发后，十月初六，梁启超护送妻女离开北京，走难到妻子家乡贵州。一切安排妥当后，去桂林与康有为见面，师生两人相约再度入京参加乙未科会试。

### 公車上書
光緒二十一年二月十二（1895年3月8日），梁启超与康有为乘船离开广州北上。三月廿一抵京，得知北洋水師全軍覆沒，李鴻章赴日签订《馬關條約》。舉人群情激憤。梁奉康之命，相继联合各省数百人分批发起上書，企图阻止簽訂和约。上书后朝廷不答复，舉人们更加义愤填膺，兵部尚书孫毓汶更派人到各省会馆造谣恐吓舉人，阻止上书。于是康有為连夜起草、由梁啟超修改的《上今上皇帝書》万言書，于四月初八在松筠庵聚集近一千三百名舉人，包括徐世昌、袁世凱等官员，纷纷在万言書签名。四月初十，以康、梁率领数百名举人，乘着公家車輛，首尾相连五里，开往都察院上书。朝廷恐防人心汹涌澎湃，局势有变，提前于四月初八批准和约，都察院以皇帝盖玺批准和约为由，拒绝接受上书。上书过后，康、梁即参加会试，结果，康因“带头闹事”从第八名降为二甲四十八名。梁启超写的文章文笔优美，议论酣畅，副主考李文田过目后大加赞赏，决定录取。但主考徐桐以广东举人考卷中“有才气者必为康祖诒”为由，故意弃而不取。虽然朝廷拒絕上書，但此事已在社會上產生了巨大影響，康梁二人亦开始成为全国性知名的政治领袖人物。公車上書亦被認為是中國群眾性政治運動的開端。
- 以上为通常说法，史称“公车上书”。这件事，大多是根据康有为所著的《公车上书记》一文为本，未经质证。但是，姜鸣、茅海建根据第一手档案材料，论证这件事其实相当可疑。姜鸣认为，所谓康有为发起的“公车上书”作为“历史事件并不存在，顶多只能称作‘公车集会’或‘公车拟上书’而已[3]。茅海建的观点是：“公车上书”是有两个不同的概念，一是由政治高层发动、京官组织的上书，其数量多达31件，签名的举人多达1555人次，且上书已达御前；另一个是由康有为组织的18行省举人联名上书，那是一次流产的政治事件[4]。学术界为此展开了广泛而激烈的讨论，并且对“公车上书”进行了进一步的审视和研究。

### 维新救亡
光緒二十一年六月廿七，梁启超根据康有为办报馆，开学会的构想在北京宣武门外后孙公园创办《万国公报》，制造舆论宣传维新，报名与上海广学会所编的《万国公报》相同，以便推广。当时广学会总干事英国人李提摩太亦参与其中，主张用西方模式改革中国政治、经济及教育。梁更兼任其中文秘书，受李之影响颇大。开报两个月后，发行量增三倍，影响巨大。後根據李建議，為與《萬國公報》區別，改名為《中外紀聞》，十一月初一日正式出版，以梁啟超、汪大燮為主筆。該刊以編譯外電西報和刊載上諭奏章為主要內容。同时梁启超和康有为参与起草《强学会序》，初步打开士大夫闭塞的思想。維新派的活動後來引起保守派的恐懼，保守派官员徐桐、褚成博、楊崇伊等以「私人堂會，將開處士橫議之風」上奏慈禧太后。慈禧太后以光緒皇帝名義於十二月初六嚴禁強學會議論時政，將之改為直隸官書局，專欲「譯刻各國書籍」。強學會等於被解散，《中外紀聞》被逼停刊。

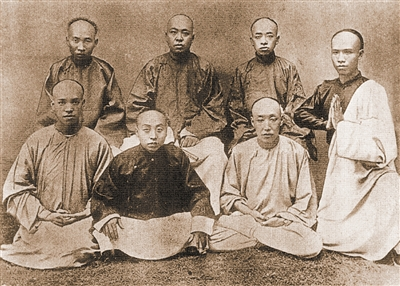
“竹林七賢”圖 1896年9月25日（农历8月19日），上海光繪樓攝。（後排左起）汪康年、孫寶瑄、宋恕、譚嗣同，（前排左起）梁啟超、胡庸、吳嘉瑞

強學會解散后，梁启超得知汪康年在上海筹办报馆。不久，应汪与黄遵宪之邀携胞弟到上海，筹办《时务报》。光緒二十二年七月初一（1896年8月9日）报纸创刊，梁启超任总主编述，以宣传“变法图存”。同时在上海结识了馬相伯、馬建忠兄弟，与胞弟一起学习拉丁文。在馬相伯那里，又结识大批如徐建寅、盛宣懷、嚴復等社会名流。同时与譚嗣同、吴嘉瑞等人联系密切。是年秋，梁启超在上海定居后，接回妻女，十月回新会探亲，又到澳门与康广仁筹办《知新報》。当时，出使外国的大臣伍廷芳曾奏请皇帝派梁启超为参赞，梁答应后又坚辞不就，专任报事。十二月十六，梁被张之洞邀请到武昌，张更破例为其大开中门迎接，欲招其入幕，給银一千二百两，梁婉辞不就，决心通过报纸唤醒民众。撰写《变法通议》《西政丛书》等五十多篇文章在报上连续发表，均为当时闻所未闻的论断，对当时社会影响极大。
光緒二十三年九月十一（1897年10月6日），梁启超发表《论君政民政相嬗之理》一文，以孔子的“三世说”、嚴復的進化論及欧美诸国历史进程说明，历史发展的共同规律，必经“君主专制”“君主立宪”，最终变为“君民共立”之世，为中国的君主立宪制，奠定了科学的理论基础。尔后，又发表了《知耻学会叙》，深刻揭露官商士兵民等种种无耻的行为。张之洞读后感到不满，大骂梁启超狂妄荒谬。即通过汪康年向梁施压，抑制其言论，删减其发表之文章。此后，黄遵宪与汪康年发生分歧，受到汪的排挤，被调职到湖南。黄认为梁是旷世奇才，邀请梁到长沙担任时务学堂中文总教习。

### 戊戌变法
光緒二十三年十月（1897年11月），梁启超告别家人，与韩文举、葉覺邁、歐榘甲来到长沙，制订《时务学堂学约》，当时学生中有蔡鍔、李炳寰等人。梁每日讲课四小时，夜则批改学生札记。当时，梁与谭嗣同又窃印《明夷待訪錄》《揚州十日記》等禁书数万册，加以案语，秘密散佈，传播革命思想，令学生思想更趋激进，全湘哗然。因此，梁遭到以嶽麓書院山長王先謙、葉德輝、宾凤阳等守旧派打击，令梁大病几死，回沪治病。
光緒二十四年正月（1898年），梁启超乘招商局立邨轮返回上海。到沪后病情尚未痊愈，因康有为在北京办保國會急需助手。二月，梁在康广仁陪同下进京，协助康有为推动变法。三月廿二，保國會在北京成立，擬定《保國會章程》三十條，以「保國 」「保種 」「保教」為宗旨。保國，即「保國家之政權、土地」；保種，即「保人民種類之自立」，保教，即「保聖教之不失」。保國會的活動主要集中在變法、外交、經濟等方面，希望能夠協助朝廷治理國家，是中國近代歷史上第一個政黨雛形。接着，保滇會、保浙會、保川會等组织相繼在北京出现，入会者颇踊跃，变法的声浪日益走向高潮。守旧派官员洪嘉与、潘慶瀾等相繼出面攻擊，指責其「攬權生事」、造成國家分裂、「形同叛逆」。此後，保國會不得不停止活動，名存实亡。
闰三月，梁启超联合举人百馀人，连署上书《请变通科举折》，请废八股取士之制。都察院、总理衙门均不代奏。当时，在京举人万馀人，皆于八股性命相依，对梁此举“嫉如不共戴天之仇”。四月初，梁启超得知皇帝不顾守旧大臣的阻挠，欲大力推行新政，觉得中国有了希望，深感皇上圣明。随即代徐致靖、杨深秀各起草一奏，“言当定国是，辨论守旧开新的宗旨，不可骑墙模棱”，請求皇帝正式實施新政。四月廿三（6月11日），光绪頒佈《明定國是詔》，表明改革決心，变法自此開始。

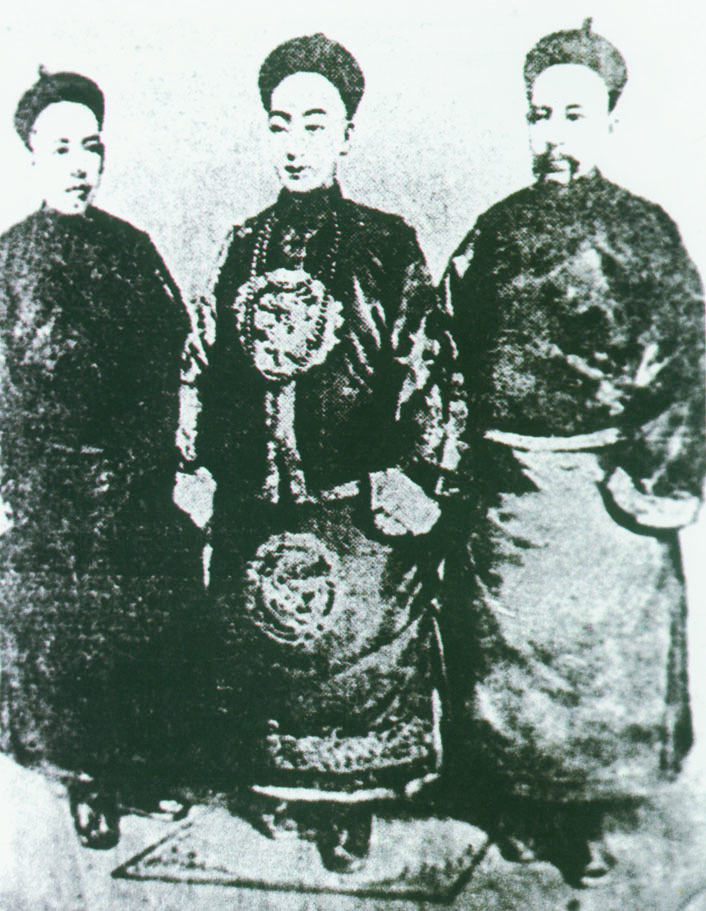
伪造的光绪帝与康有为、梁启超合影

变法开始五天后，光绪召见康有为，即请梁启超起草《请废八股折》，废八股改试策论，遭到守旧派官员剛毅及八股士子们反对，欲刺杀梁，梁“笑而不避”。五月十五（1898年7月3日），在翁同龢等人推薦下，光緒召見梁啟超。按當時成例，四品以上的京官才能召見，梁以一介布衣覲見皇帝，為清朝開國以來前所未有之事。召見時，因梁之北京官話不甚流利，皇帝亦聽不懂他的新会口音。滿腹經綸，如鯁在喉，情急之下將《变法通议》呈上，僅授赏六品（衔）顶戴，未得皇帝重用，敕其办理京师大学堂属派译书局事务。在變法步驟策略上，康有為根據日本明治維新經驗以主張循序漸進方式進行。可是譚嗣同與梁啟超等人極力反對溫和主義，認為中國“積弊疲玩”，主張以雷霆萬鈞之手段打破局面。變法急於求成，缺乏必要的計畫與策略，造成一片混亂。
七月十三日，康有為奏請開制度局於宮中，準備取代總理衙門及軍機大臣的權力，朝野上下極為恐慌，誓死反對，紛紛要求慈禧重新訓政。十六日，禮部主事王照疏請光緒遊歷日本諸國，以考察各國情況。禮部尚書懷塔布、許應騤不肯代送。光緒大怒，於十九日將懷塔布、許應騤、堃岫、徐會灃、溥頲、曾廣漢等阻礙變法的六堂官革職，是清朝開國以來前所未有之事，使慈禧認為處分過重，反對光緒的做法。翌日，光緒擢升楊銳、劉光第、林旭、譚嗣同為四品卿銜，在軍機章京行走。七月廿八，光緒擬開懋勤殿代替軍機處，準備召梁啟超、李端棻等人共議新政。當天，光緒赴頤和園請求慈禧批准，遭到扣押。翌日，密詔康有為速籌營救之策。八月初一，光緒召見統率新建陸軍的直隸按察使袁世凱，賞以郎候補，意圖拉攏。翌日，光緒又下密詔命康有為速離京赴上海督辦官報局。翌日清晨，康有為接到密詔後，召集梁啟超、譚嗣同等人商討對策。譚嗣同提出以武裝奪權方法，請袁世凱舉兵勤王，誅殺榮祿，軟禁慈禧。梁啟超、康廣仁都認為袁世凱為人狡獪信不過。但康有為、譚嗣同覺得別無他法，惟有兵行險著。八月初三晚上，譚嗣同去法華寺夜訪袁世凱，希望袁世凱起兵勤王或禁锢慈禧等计划，但袁不合作，後來还到天津向榮祿告密。八月初四（1898年9月19日）晨，康、梁等人得知消息後，梁啟超欲請在京的李提摩太、伊藤博文出面拯救皇帝，但李到了北戴河避暑，找伊藤亦未成功。當晚，黃紹箕勸康有為盡快出走。八月初五（9月20日）凌晨，康有為急忙坐火車到天津。次日下午，梁启超避入日本使館，百日維新變法宣告失敗。

### 逃亡日本

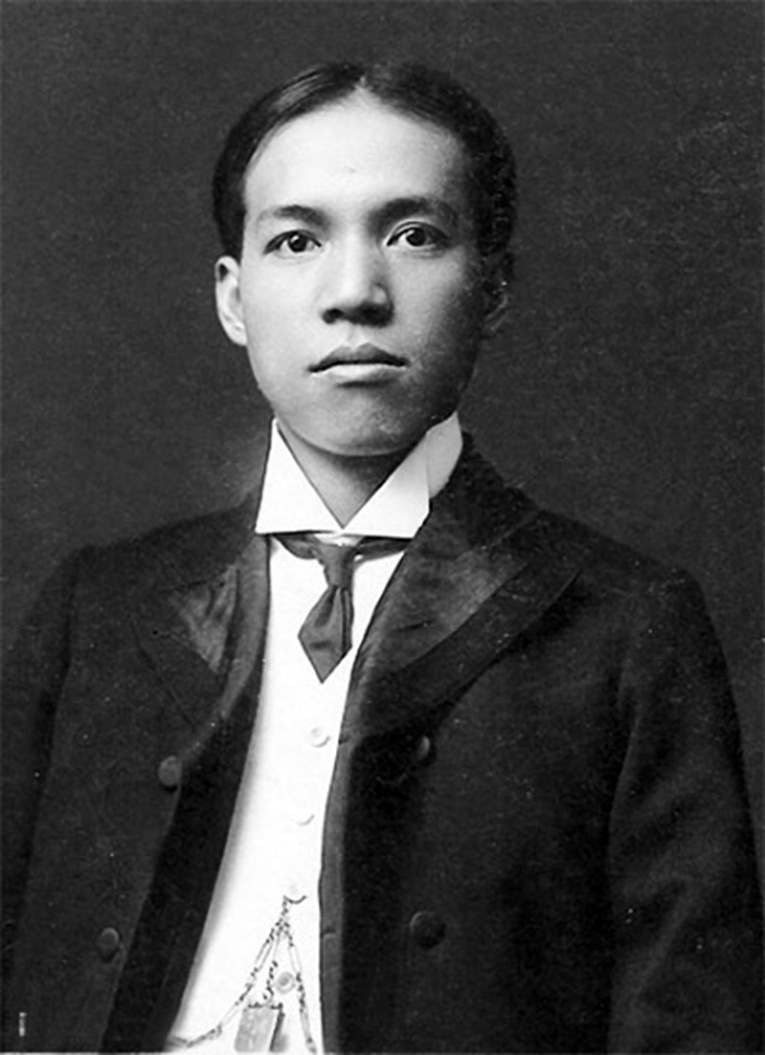
梁啟超在日本时期 1903年

梁启超進入日本使館後，向日本駐華代理公使林权助請求保護，林权助將消息報告伊藤博文，當時日本正在華尋找親日勢力，伊藤考慮維新派親日的傾向，覺得梁启超是“中國罕見的高潔志士，使人佩服，是中國最珍貴的靈魂”，決定讓梁逃亡日本。八月初十，林权助將梁化裝成獵人交给領事郑永昌，到正陽門火車站登上往天津的火車，抵津後，梁启超发现王脩植在跟踪，急忙跳入帆船，經白河逃到塘沽，驶往日本炮艦“大岛号”。王脩植乘坐汽艇追赶，王脩植同情梁启超，有意駛向日本商船，故意放走梁。翌日，王照亦被使館送來“大岛号”，“大岛号”在塘沽停泊十餘日後，直到奉命換防時才啟航。

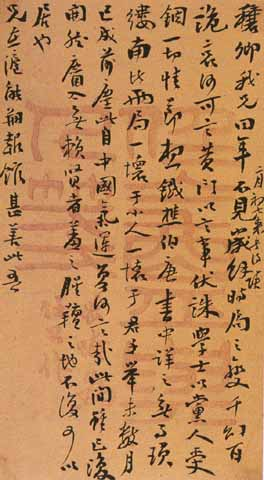
梁启超書法

光緒二十四年九月初二，梁启超抵達日本，初居東京牛込區高橋琢也的房子。因景仰吉田松陰及高杉晉作，化名吉田晉。梁為安全起見，只與大隈重信內閣官員犬養毅、平山周等人會面，並要求日本政府設法營救光緒，歸政皇上。大隈見當時大局已定，不答應其要求。九月十一，康有為在宮崎寅藏的幫助下來到神戶。師生兩人重逢後，梁從康口中獲悉在上海的妻女受到英國人保護，新會的家人亦受到知縣陳伯謙暗中保護。爾後梁寶瑛攜家眷避居澳門，妻女亦由麥孟華接至澳門。隨後孙中山、陳少白想与康、梁見面，但康有为稱不與革命黨往還，借故不見。不久，梁在宮崎介紹下，到早稻田大學與孙、陳會談。這是孫、梁初次相識，雙方各抒己見，討論合作事宜。十一月十一，梁启超在興中會横滨分會會長馮鏡如及其弟馮紫珊資助下创办《清议报》。創刊後，陸續刊載《少年中国说》《戊戌政变记》《论变法必自平满汉之界始》《戊戌六君子傳》等文章，攻擊專制朝廷，宣傳反滿，號召愛國救亡，鼓吹民權自由等。《清議報》行銷海內外，梁啟超聲名大噪，聲望與日俱增。
康有为离开日本前往加拿大后，梁启超与孙中山等過從甚密，商谈合作排滿事宜，為適應聯合行動需要，梁启超在鎌倉江之島金龜樓與梁启田、羅孝高共十三人組成“梁黨”。又介紹章炳麟、唐才常等人與孫中山結識。又與麥孟華妹夫羅孝高前往神奈川縣箱根環翠樓，學習日文，在此閱讀大量日本書籍，認為中國青年樹立獨立、自由、自強的精神，必須從教育入手。因此疾呼“我國之人有志新學者，應努力學習日文”。光緒二十五年七月，梁啟超在橫濱華僑商人鄭應儒等人支持下，在東京創立东京大同高等學校，並自任校長。學生大多來自橫濱大同學校及上海南洋公學，講授社會契約論關於自由平等、天賦人權及英、法革命與日文等課，又創立橫濱同文學校，徐勤任校长，為中國培養人才；在神户华侨富商麦少彭等协助下，梁启超又创立神户中华同文学校。梁启超与孙中山为了合作两人多互通书信，如有对孙中山曰“捧读来示，欣悉一切。弟自问前者狭隘之见，不免有之，若盈满则未有也。
至于办事宗旨，弟数年来，至今未尝稍变，惟务求国之独立而已。若其方略，则随时变通。但可以救我国民者，则倾心助之，初无成心也。与君虽相见数次，究未能各倾肺腑。今约会晤，甚善甚善。惟弟现寓狭隘，室中前后左右皆学生，不便畅谈。若枉驾，祈于下礼拜三日下午三点钟到上野精养轩小酌叙谭为盼。”
是年秋，李蕙仙、梁令嫻在梁寶瑛護送下來到日本，化名蕙仙子、吉田靜子住在東京小石川久堅町安頓。并书信孙中山曰“前日承惠书，弟已入东京，昨日八点始复来滨。知足下又枉驾报馆，失迎为罪。又承今日畅馔，本当趋陪，惟今日六点钟有他友之约，三日前已应允之，不能不往。尊席只能恭辞，望见谅为盼。下午三点钟欲造尊寓，谈近日之事，望足下在寓少待，能并约杨衢云同谈尤妙”。梁启超在橫濱與孫中山達成協議后，又与13位师兄弟给老师写信说：“国事败坏至此，非庶政公开，改造共和政体，不能挽救危局。今上（光绪）贤明，举国共悉，将来革命成功之日，倘民心爱戴，亦可举为总统。吾师春秋已高，大可息影林泉，自娱晚景，启超等自当继往开来，以报师恩。”勸康有為退休書。意为成立共和政體，推舉光緒皇帝為總統。康有為收到勸退書後怒不可遏，即派葉覺邁攜錢到日本，勒令梁趕往夏威夷辦理保皇會分會及籌集起兵勤王事宜，梁啟超仍無勇氣與老師決裂，只好聽其安排，借用朋友柏原文太郎的身份在伊藤博文的資助下，十一月十七離開日本。

### 夏威夷运动筹款
光緒二十五年十一月廿九（1899年12月31日），梁启超化名柏原文太郎（Kashiwabara Buntaro）乘“香港丸”抵达檀香山，隨即忙于創設保皇会分會与勤王事宜。又致孙中山长信，其中说：“足下近日所布置，弟得闻其六七，……弟之意常觉得通国办事之人，只有咁多，必当合而不当分。既欲合，则必多舍其私见，同折衷于公义，商度于时势，然后可以望合。夫倒满洲以兴民政，公义也；而借勤王以兴民政，则今日之时势，最相宜者也。古人曰：‘虽有智慧，不如乘势’，弟以为宜稍变通矣。草创既定，举皇上（光绪帝）为总统，两者兼全，成事正易，岂不甚善。何必故画鸿沟，使彼此永远不相合哉。弟甚敬兄之志，爱兄之才，故不惜更进一言，幸垂采之。弟现时别有所图，若能成，则可大助内地诸豪一举而成。今日谋事必当养吾力量，使立于可胜之地，然后发手，斯能有功。不然，屡次卤莽，旋起旋蹶，徒罄财力，徒伤人才，弟所甚不取也。望兄采纳鄙言，更迟半年之期，我辈握手共入中原。是所厚望，未知尊意以为何如？”。主張革命共和，認為“中國只有經過法國式革命，建立共和政體，才能起其衰而達到自由民權之目的”。隨後到茂宜島拜訪孫眉，並居住一段時間，成為孙昌与孫科的啟蒙老師。為尋求三合會致公堂的支持，梁啟超申請加入該會，破格推荐为“白扇”——“軍師”（“孙中山为‘红棍’”）在三合會建立威信，於是建立檀香山維新會，令不少興中會會員和三合會會員加入維新會，成為該地最大的政治社團。在檀香山，梁與英文翻译何蕙珍（Fira Fiu Chin Ho）女士产生了一段“夏威夷之恋”。光緒二十六年六月（1900年7月），梁啟超準備前往美國考察共和政治，接到上海來電，於7月17日乘日本丸离檀先取道日本，再折返上海。

### 舉兵勤王
康有為提出舉兵勤王計畫得到梁啟超、孫中山合作與支持，康試圖通過此舉令光緒執政，但孫想建立共和。孫中山堅持推翻滿清，試圖說服李鴻章據兩廣宣佈獨立，進行和平改革。梁啟超為了調和康、孫二人矛盾，提出推舉光緒為共和國首任總統，以求兩全。光緒二十五年冬，梁啟超的學生唐才常、林錫圭等人由东京归国举事时，梁启超在芝區紅葉館设宴饯行，孙中山、陈少白等革命党人也出席，“各举杯庆祝前途胜利，大有风萧萧兮易水寒之慨”。林圭于行前，亲诣中山请益，中山为之介绍于汉口俄国某商行买办兴中会员容星桥。其后林圭在汉口“大得容助”。这种相互支持的情况，连清廷亦有所闻。杨崇伊在密上慈禧太后的奏折中称：“康梁避迹，必依孙文，此人不除，中华无安枕之日”。翌年春，唐才常在上海成立自立會，接受康有為、梁啟超、孫中山的指導，聯絡哥老會與農民入會。梁啟超將會黨口號“扶清滅洋”改為“救國自立”。光绪二十六年七月初一（1900年7月26日），唐才常籌劃中國議會在上海愚園成立，推選容閎出任議長。為執行合作勤王計畫，梁啟超自任總指揮，唐才常策划自立军定於七月十五（8月9日）起兵。七月廿六（8月20日），梁启超由日本急往上海，得知仍未收到康有為的軍餉，推遲於七月廿九起兵，對康有為極為不滿。但秦力山、沈藎不知起兵日期推遲，仍於七月十五在安徽大通、湖北新堤起事，因此暴露秘密，張之洞於七月廿七（8月21日）破獲自立軍在漢口英租界的總部，逮捕唐才常等二十名重要首領，8月23日於武昌滋陽湖畔處決。起義完全失敗，梁啟超留上海十天，南下香港前往新加坡。梁認為康有為故意不發軍餉造成，因此去檳榔嶼找康對質，遭到康的駁斥，指責梁與孫中山合作是叛逆行為；在檀香山談情說愛，無心募款；擅作主張分散兵力，導致勤王事敗。康有為認為梁雖有叛逆行為，但是仍遵從師命，往後還有合作機會。於是，師生之間實行妥協。（《三十自述》抵沪之翌日，而汉口难作，唐、林、李、蔡、黎、傅诸烈先后就义。）

### 轟動澳洲
康有為設法讓澳洲雪梨保皇会邀请梁啟超前往澳洲，又派女婿羅昌作為梁的書記兼英文翻譯。光緒二十六年閏八月十四（1900年10月7日），梁啟超與羅昌經新加坡繞道錫蘭前往澳洲。九月初三，梁啟超在費利曼圖登陸，然後自西向東橫跨澳洲大陸，先後訪問珀斯、阿德萊德、墨爾本、雪梨等二十餘個城市。在羅昌監視下，所到之處均為保皇會發表演說、募捐參觀，受到當地官員及華僑熱情款待，如同國賓，又拜訪澳洲總督等官員。為在華僑中進行愛國宣傳，編寫了二十萬字《中國近十年史論》，介紹國內情況。梁啟超在澳期間，保皇會組織有所擴大，但華僑因自立軍失敗對捐款不熱心，捐款甚少。為此，康有為懷疑梁中飽私囊，梁深感失望、委屈。翌年二月三十，梁啟超與羅昌乘船離開雪梨，前往日本。

### 倡言革命
光緒二十七年四月十二，梁启超回日本，隨即要求湯覺頓到橫濱協助辦《清議報》，隨即发表《立宪法议》一文，主张君主立宪。於夏天开办广智书局，約請中國留學生翻譯大量西方文獻出版。九月在清議報恢復刊載《饮冰室自由书》。又發表《中國積弱溯源論》，反對奴性，號召人們不做世俗的奴隸。又發表《十種德性相反相成義》，鼓吹革命破壞，意圖推翻滿清，建立共和。又針對康有為保教、尊孔、復辟的主張，雙方勢成水火，進行筆戰。慈禧痛恨《清議報》對其批評，於十一月十一買兇放火燒毀報館，《清議報》停刊。
光緒二十八年正月初一（1902年2月8日），梁启超创办《新民丛报》半月刊，將家庭從東京搬來橫濱。以“飲冰子”為筆名繼續發表《饮冰室自由书》。《新民丛报》最具代表性的系列文章是《新民说》，期望喚起中國人民的自覺，要從帝國時代皇帝的臣民，轉化為現代國家的國民，並講述現代國民所應有的條件和準則，在二十世紀的中國起了啟蒙作用。《新民丛报》的讀者，無不關注梁啟超的宏文巨論，不僅促使當時中國人的覺醒，影響一代又一代中國人，而且對後來胡適、毛澤東、郭沫若等一大批知識份子与政治家頗有啟迪。是年冬，李蕙仙允许梁将丫鬟王来喜收房，并给王来喜改名王桂荃，因为梁启超主张一夫一妻制，王桂荃终身只是没有名分的通房丫鬟。光緒二十九年八月，梁启超在東京创办《新小說》月刊，發表《新中國未來記》，設想新中國國號是“大中華民主國”，開國年份為1912年，與後來的中華民國不謀而合。又發表《世界末日記》等小說，宣傳革命與反君主专制制度，大部分用白話文寫成，成為中國近代新體小說的開創者。隨後，梁啟超收到康有為、黃遵憲來信，大談革命共和在中國的不可行性，百思不得其解，認為要到美國考察共和政體，尋求更為確切的答案。
1902年10月，梁启超在《新民丛报》第18号发表《进化论革命者颉德之学说》。文中说：“麦喀士，日尔曼人，社会主义之泰斗也。”又说：“今之德国，有最占势力之二大思想，一曰麦喀士之社会主义，二曰尼志埃之个人主义。麦喀士谓：今日社会之弊，在多数之弱者为少数之强者所压优。”

### 遊歷美洲
光緒二十九年正月廿三（1903年2月20日），梁启超应美洲保皇会之邀，與鮑熾、黃慧之乘坐“皇后號”離開橫濱趕赴美洲。二月初六，抵达維多利亞，在此停留一月餘。三月廿六，在温哥华乘火車向東，經渥太華、滿地可等地，四月十六抵達美國纽约，當地華人多停工停市相迎，以一睹梁啟超之風采。當時，美國社會黨向梁啟超建議，“中國若行改革，必須從社會主義著手”。梁認為社會進步有等級，“極端之社會主義，在今日之中國不可行。”隨後，又到了波士顿發表演說，號召華僑爭取自由與統治者平等的權力。五月十六，梁來到华盛顿，與國務卿海約翰會面二小時。翌日，梁又到白宮拜訪羅斯福總統，雙方會談半小時，羅斯福向梁提出希望維新會成為“轉移中國之勢力”。梁深感此人侵略野心太大，無甚深談。隨後梁又前往伊利諾州东北角小城錫安拜訪苏格兰传教士約翰·亚历山大·杜威，杜威以軍樂隊迎接梁，又邀梁到教堂演講，經過會晤，梁深感杜威“野心勃勃，大有併吞宇內之概”。梁在拜訪美國銀行家約翰·皮爾龐特·摩根時，摩根向梁送贈一句名言：“凡事業之成就，全在未著手為開辦之前，一開辦而成敗之局已決定，不可復變矣。”使梁頗為敬佩。在美期間，梁啟超又遊歷费城、匹兹堡、圣路易、芝加哥、西雅图、洛杉矶等城市，沿途重點考察美國共和制度的起源和優劣等多方面。八月初五，梁抵達三藩市，在此考察約一個月。九月初十返温哥华，兩日後起程返日本，九月廿三返回横滨。

### 放弃共和
梁啟超回到日本後，隨即撰寫《新大陸遊記》，對比中美兩國歷史和國情，深感中國不適合美式共和制度，毅然放棄共和方案，期望中國像英國那樣通過君主立憲，逐步過渡民主憲政，相信將來中國必將實現民主共和制度。梁啟超十分鮮明主張君主立憲，遭到革命共和派的嚴厲指責、質問及唾罵，兩派的論爭由此開始。
光緒二十九年九、十月間，梁啟超連續發表《論俄羅斯虛無黨》《答飛生》《答和事人》等文章說明自己放棄革命共和的原因。不僅又回到君主立憲的立場，而且成為君主立憲派的旗手，積極參加保皇會的活動。光緒三十年初，梁啟超再赴澳洲，隨即趕往香港參加康有為召開的保皇會，與各地的代表共商大事。三月，又奉康之命，秘密潛返上海，匿居虹口與羅孝高、狄楚卿籌辦以保皇為宗旨的《時報》。《時報》在內容和體例有所創新，以賞心悅目的文字，大膽報道國內外驚心動魄的事件，每天登載頗有趣味的新小說、新詩歌等等，引起胡適等知識分子的極大關注。
光緒三十一年七月二十（1905年8月20日）中國同盟会在东京成立，其机关报《民报》於十月三十创刊，由第一期起，連續發表文章，批駁梁啟超的君主立憲論，梁启超亦在《新民丛报》上發表辯駁。這是中國由君主專制政體跨入近代民主政體的起步速度與道路之爭，關係著中國命運與前途。此后雙方的论战日益激烈。在論戰中，梁啟超比較充分地說明了美式共和在中國行不通以及為何要以開明專制為過渡的道理，頗有說服力，使一部分革命共和派如徐佛蘇、蔣觀雲等人轉而擁護梁啟超的主張，並成為其得力助手。留日學生總代表楊度也從“迷信革命”轉而支持梁啟超。當時，受梁啟超影響的還有進士，舉人出身的留學生九十餘人，如直隸閻鳳閣、籍忠寅，江蘇雷奮，浙江陳時夏，福建劉崇佑，湖北湯化龍、張國溶，湖南羅傑，廣西唐尚光、甘德番等，他們以後都成為各省立憲派的首領，咨議局議長、副議長及骨幹分子。論戰中雙方都攻擊朝廷，使朝廷被迫向立憲派讓步，加快了預備立憲的步伐。

### 推動君主立憲
光緒三十一年六月（公元1905年），清廷特派載澤、戴鴻慈、徐世昌、端方、尚其亨五位大臣分赴西洋各國考察，經考察後，仍然找不出中國實行君主立憲的具體方案，於是端方特派熊希齡，自歐洲考察途中折返日本，秘密找到梁启超、楊度二人，請他們代擬五大臣出洋考察政治報告，梁代其撰寫《東西各國憲政之比較》等奏折，協助杨度写了《中国宪政大纲应吸收东西各国之所长》和《实施宪政程序》两文。並根據中國國情提出一個方案，實行兩院制；實行司法獨立；實行責任內閣制；實行地方自治；制定憲法。不久，慈禧連續召開會議，觀其奏折，加以討論。討論結果認為專制政體無法繼續，同意走日本的道路，於七月十三宣佈預備立憲。
清廷宣布預備立憲後，雖與梁启超所設計的方案有較大差距，但畢竟已表明立憲，梁感到高興表示支持。九月二十，清廷宣布新官制，满、汉官员在各部中的比例失去平衡，满人大大增加，而且满人掌握军机处，外务部，度支部、陆军部等重要部门、这种官制改革和人员的配备，使希望改革的汉族官僚和立宪派大为不满，梁启超及其在国内活动的得力助手徐佛苏等人，深感失望。自此以后，梁启超將重点放在通过徐佛苏等人在国内联络同志，筹组政闻社，以推进立宪运动的开展。光緒三十三年九月十一（1907年10月17日），梁在东京建立政闻社，其機關刊物《政論》在上海創刊，期望推动清廷实行君主立宪，速開國會，建設責任政府。梁啟超派社員歸國分赴各省，發動各界簽名，準備向朝廷請願，速頒憲法，召開國會。
光緒三十四年初，政聞社聯合江浙預備立憲公會、湖南預備立憲公會等立憲團體，共同成立了國會期成會。國會期成會成立後，各立憲團體分別派人到各省，發動請願簽名運動，很快形成全國性請願高潮。從二月起，先後有十多個省的請願代表到北京呈遞請願書，要求立即召開國會。到七月，請願速開國會之聲進一步高漲。為扼制請願運動，慈禧於七月十七發佈上諭，查封政聞社，各省請願代表不得不回去，請願運動暫時告一段落。請願雖被遏制，但群眾運動亦推動預備立憲的進行，迫使清廷於八月初一頒佈了梁啟超參與設計的《欽定憲法大綱》及九年的預備立憲方案。十月，光绪與慈禧相继逝世。宣統繼位，醇親王載灃攝政。十二月十一，攝政王罷黜梁启超的政敵袁世凱，梁即歌颂摄政王“举止谦逊”，“深沉而有远略”。又写了万言書《上摄政王书》，提出建议及有关施政方略，希望摄政王對其委以重任，回國報效，對中國前途必有好處。因此，潘若海、麦孟华等促請朝廷官员多方开放党禁。但是，慶親王奕劻等人坚决反对赦用，载沣遂以梁启超系得罪先朝之人、碍难赦用为由，拒不解除党禁。從此，梁啟超對攝政王深为失望，进而痛恨奕劻，成为他日后反对皇族内阁的根源之—。此後，梁啟超決定韜光養晦，專心從事寫作，認為中國的治國秘方在財政，梁專攻法律與會計，因此寫了一系列如《财政原理》《論各国干涉中国财政之动机》《論国民宜亟求财政常识》《論中國國民生計之危机》《发行公债整理官钞推行國币说帖》《論币制颁行之迟速系國家之存亡》等關於財政經濟的論文。
宣統元年秋，各省咨议局相继成立，立宪派力量迅速擴大並取得合法地位，江苏咨议局開会期间，江浙立宪派首领张謇发起成立咨议局联合会，并邀请各省咨议局选派代表齐集上海，共商促请朝廷速开国会之事。十一月初四，十六省代表齊集上海開會，会议决定组成请愿代表团去北京上书，要求速开国会，建立责任内阁。代表团组成的前后，在梁启超指导下，徐佛苏在上海積極活動，实际上成为梁启超在国内的代言人，他与代表團成員联系密叨，及时将梁啟超的意见，转达给諸代表，受到代表們热烈欢迎。宣統二年正月（1910年2月），梁啟超在經濟十分困難之下，創辦《國風報》於上海，以“沧江”為筆名，先後發表《立宪政体与政治道德》《国家命运论》《咨议局权限职务十论》《宪政浅说》《中国国会制度私议》《國会期限问题》等百餘篇文章，其中《中国国会制度私议》達十萬字，对国会的性质、组织及职权论述得十分清楚，为立宪运动提供了详尽的蓝本，有力地指导和推动了国会请愿运动的发展，成为立宪派最主要的舆论阵地。三月十一，梁启超发表《论请愿國会当與请愿政府并行》，指出中国進入无政府状态，除了要求召开国会外，还要—个有责任的政府，是梁第一次公开指出宣统皇帝、摄政王及军机大臣不能代表政府，提出要有一个有责任内阁政府以推行宪政，又提出尽快筹组政党，为速开国会作准备。五月，各省議員、社會團體接連上書，言辭開始激烈，面對此形勢，攝政王於五月廿一發佈上諭，指目前財政困難，地方遭災，匪徒滋擾，無條件提早召開國會，仍以九年為期，屆時一定召開國會，不准再請願。六月廿一，梁启超发表《论政府阻挠国会之非》，駁斥攝政王的上諭，斷言“全國之兵变与全国之民变必起于此—二年之间，中国而欲有国会者，惟開设於宣统四、五年以前，方可救国；今日政府专制制度不迅速改变，不及三年，國必人乱，以至於亡，而宣统八年召开国会，为将来历史必無之事”。请愿代表得知第二次请愿再遭拒绝后，立即决定扩大請愿规模．北京请愿同志會要求各省、厅、州、县成立分会，准备號召官农工商各界人士兩千五百萬人簽名上書。為配合行動，梁啟超發表《為國会期限问题敬告國人》，促成第二次請願成功。九月初一，資政院召開第一次會議，議員二百名，欽選、民選各半，但議員对议会职能和运作却非常生疏，面对这种情况，梁启超為宣传宪政知识，撰寫《资政院章程质疑》《論资政院之天职》《评资政院》等文章，用以指导资政院的活动。
資政院會議開幕後，第三次請願運動掀起，請願代表分別在各省召開數千人群眾大會，規模之大，來勢洶猛。面對此等形勢，朝廷於十月初三發佈上諭，答應在宣統五年召開國會。梁啟超得知後，立即發表《讀宣统二年十月初三上諭感言》，堅持以即開國會為目的，又去信徐佛苏等人，鼓吹激進請願，不达即开国会之目的不止。在梁啟超等人的鼓勵下，十一月，以奉天、直隸青年學生為主體，發動第四次請願，學生罷課遊行，群情激憤，发动剪掉辫子，派遣代表进京请愿，要求速開国会，救亡图存。十一月廿三，請願運動被清廷鎮壓，將東三省代表押回原籍，懲辦請願同志會會長溫世霖，流放新疆。镇压對激進分子激起了更大的愤怒与反叛，使他们都自觉或不自觉地走向反对清廷或同情、支持革命的道路。

### 考察臺灣
宣統三年二月廿四（1911年3月24日），梁啟超應台灣士紳林獻堂之邀請，在湯覺頓陪同下，帶著女兒梁令嫻乘船離開橫濱赴臺考察，希望向台灣遺老募集辦報資金，以擴大君主立憲宣傳。四日後在基隆登岸，林獻堂率父老數十人相迎，隨即坐汽車到台北，梁在林獻堂、林幼春叔侄陪同下，由北到南，到過台中、台南等地，考察地方政治、經濟等各項措施。游台期间，梁啟超共写诗89首、詞12首。最具代表性的是他改编台湾民歌而成的十首《台湾竹枝詞》。三月底，梁啟超离开台湾，並向林献堂建議以温和主义的策略領導台灣社會運動。四月初回到日本本土，在予友人書信《梁啟超知交手札》中提及，當時同時想撰寫《財政原論》與《臺灣遊記》二書，且《財政原論》業已完成五十萬字。後因繁忙故，二書終未撰成。如今原稿亦不知所蹤。

### 密谋政变
在立憲派精神領袖梁啟超的積極推動下，宣統三年五月初八（1911年6月4日），各省立憲團體組成憲友會，經選舉雷奮、徐佛蘇、孫洪伊為常務幹事，並在各省設立分會，成為立憲派統一的全國性政黨。黃花崗起義失敗後，梁即發表《粵事感言》，指出過去不贊成革命，是因為動亂引起外國干涉，而現在朝廷已無望，倒不如推翻，或許可以救中國。四月二十，清廷廢軍機處及舊內閣，按君主立憲制組織內閣，本是好事，但總理奕劻拒絕開放黨禁，拒絕梁啟超。因此，梁認為以奕劻為首的政府沒有希望，而革命之勢已不可擋，如此下去清朝必亡。梁雖同情革命，但仍不主張用暴力推翻清朝，提出改造政府，就是推翻不利於他的奕劻政府，推举载涛为总理，继续推行君主立宪制，以保持社会平稳过渡，避免巨大动乱。因此，梁製定了—个宫廷政变計划。派湯覺頓、潘若海先後到北京接觸徐佛蘇、熊希齡等人，活動於肅親王善耆與禁衛軍統領良弼及立憲派之間，又聯絡新軍第六鎮統制吳祿貞、新軍第二十鎮統制張紹曾等人，從保定、灤州兩路夾擊，完成宮廷政變計畫。
八月十九（1911年10月10日），武昌起義爆發。廿三日（10月14日），清廷命袁世凯为湖广总督，令其率兵镇压，袁世凯却要求速開国会，组织責任政府，解除党禁，总揽兵权，宽容武昌事變人员，不必坚决镇压革命势力，此时反满及革命共和派势力迅速向全國蔓延。梁啟超認為任何一方取勝，都不利君主立憲政治的建立，因此，他迅速制订了应急计划，决定亲自回國指挥政變。九月初七（10月29日），張紹曾就开始聯系第三十九協協統伍祥禎、四十協協統潘榘楹、第二混成協協統藍天蔚、第三鎮第五協協統盧永祥等在灤州發動兵諫，向清廷通電，提出「請願綱領十二條」。翌日，清廷宣佈解除黨禁，赦免政治犯。梁得知消息後決定利用灤州兵諫達到政變目的，於九月十六（11月6日）離開神戶，三日後到大連，奉天盐运使熊希龄派李彬士前來迎接，次日即奔往旅順，當晚乘火车赴奉天。九月廿一（11月11日）晨到奉天，在日本人保護下進入日本駐奉天領事館，計畫利用張紹曾等軍事力量攻打北京。但事與願違，張紹曾因清廷頒佈憲法十九條滿足兵諫要求，早在九月十六（11月6日）解除兵权，吳祿貞在九月十七（11月7日）被刺殺，令梁啟超失去依靠。九月廿三（11月13日），袁世凱率兵入京，就任總理。形勢對梁極其不利，熊希齡在大連多次致電，催梁火速離開，在這種險惡形勢下，梁啟超匆匆回到日本。

### 再造共和

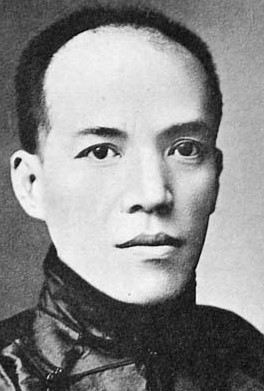
摄於1910年初的梁启超像

梁啟超籌划宮廷政變失敗後，君主立宪制方案已经破产，民主共和政体的建立已成事实。隨後，他发表了《新中国建设问题》，肯定了武昌起义的必然性，同时又提出今后中国新政体的建设方案，清朝被推翻后，中国究竟应该建立何种民主政体为宜。当时，革命共和派和社会一般舆论大多认为应该建立美式共和政体，梁启超认为要想在中国建立美式共和政体是根本行不通的。中国虽无法建立美式联邦总统制，但又需要加强中央集权的领导。主張中国采用英国“虚君制”为宜。梁啟超提出方案後，即派羅惇曧到北京與袁世凯接洽，袁另有企图，不作正面答复。徐佛苏南下上海后遭到监视，不能开展活动。麦孟华向南北议和代表进言，黄兴坚决反对。又派盛先觉赴上海，先后访问章太炎、宋教仁、李燮和、张謇、赵竹君等人，他们都不同意“虚君制”。1912年1月1日，中华民国成立。2月12日，在清朝內閣總理大臣袁世凱等大臣的勸說和逼迫下，宣統帝發佈《退位詔書》，宣佈退位，並授權袁世凱組織臨時共和政府。宣統退位後，孫文提出辭呈，向臨時參議院推薦袁世凱接任。2月15日，袁世凱選為臨時大總統，袁加紧拉拢梁启超，请梁参照美、法等国制度，撰写共和方案，以装点门面。梁启超雖然認為美式民主共和政体不适合中国国情，但是米已成炊，只好順應歷史潮流，力争建立真正的立宪政体、政党政治和责任内阁。当孙、袁进行权力交接之时，梁启超发表了《中国立国大方针》一文，对辛亥革命的意义作出充分肯定并提出一个共和政治的方案。方案有利于文人执政，限制总统的独裁，防止各省独立与分裂。梁启超對革命动乱的预言及理论分析，也是革命共和派所共同关心的问题。因此，他提出的政治方案得到革命派及原立宪派绝大多数人的赞成，成为共和政治的指导原则，从而赢得革命共和派上层的普遍好感。他主张建立一个强有力的中央政府的主张，使袁世凯暗自叫好，孫文亦對方案由衷地歡迎，是年秋，袁世凯派使請梁歸國。

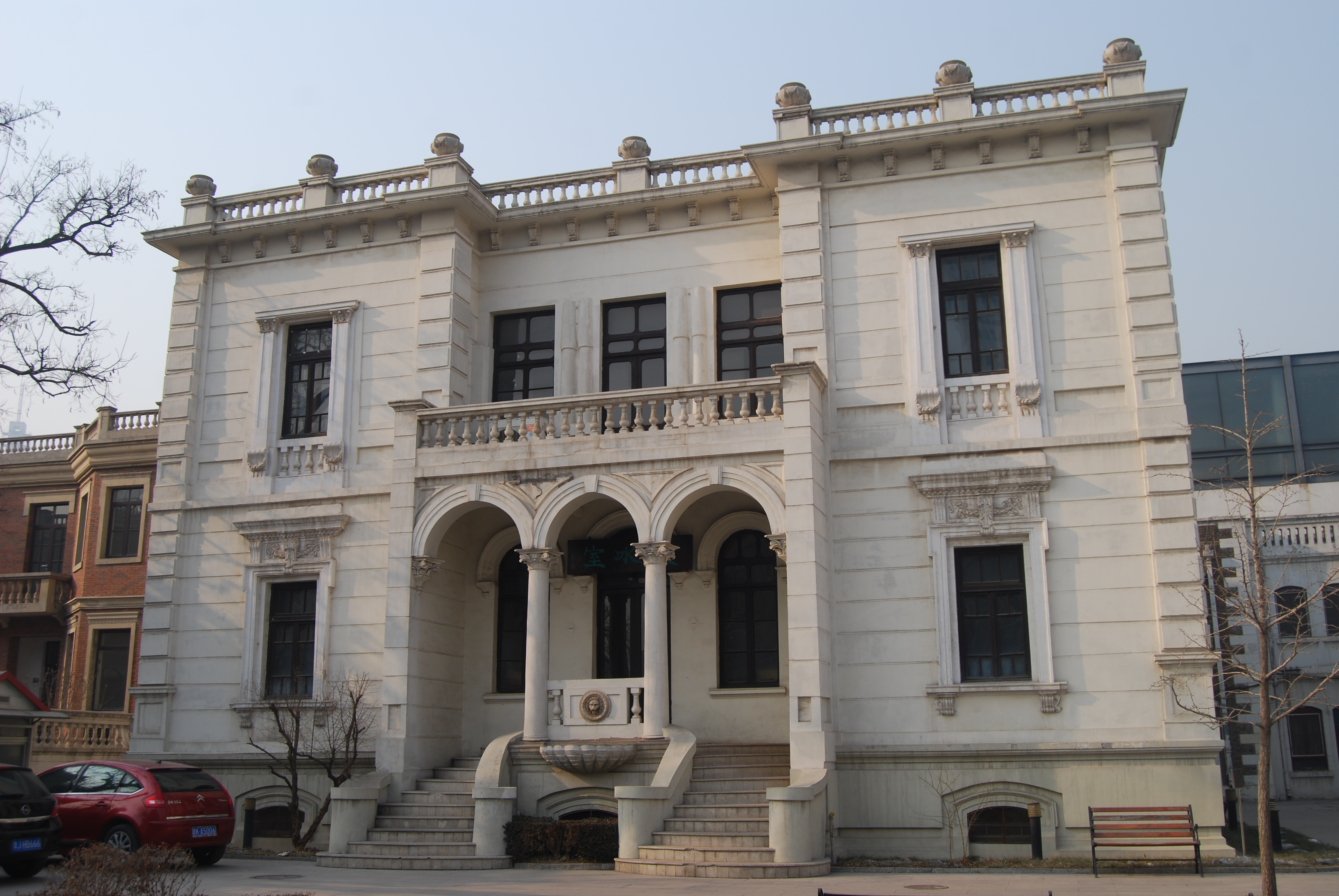
梁启超书斋饮冰室所在地

1912年8月27日，由共和建設討論會、中華共和促進會、國民協會、共和統一黨、共和俱進會、國民新政社等政團在北京合併成立中國民主黨。湯化龍任幹事長，馬良、陳昭常、謝遠涵等為幹事，後推梁啟超為領袖。11月8日，梁啟超告別父女離開神戶，與梁啟勳、湯覺頓一起回国。11月16日抵達天津，馮國璋派人遠迎，新、老共和派及袁世凯等勢力都在積極拉拢梁启超。11月28日，梁启超入京，袁世凱給以最高禮遇，命梁入住賢良寺，北京各界紛紛邀請梁演說。梁启超在总统府与袁世凯相见，袁要求梁组党对付国民党，而梁启超也想组党与国民党竞争，试图控制内阁，引导袁世凯走向宪政的轨道。梁启超将计就计，向袁世凯索要五十万元经费。12月9日，梁返回天津，着手创办《庸言报》於12月1日发行，不久將家屬从日本接回天津。同时，在天津意租界西马路（Via Marco Polo）购地，开始建造一座中式楼房。1915年初建成，全家陆续迁入居住。此后，又在原楼西侧另建一座意式两层洋楼。藏书十万餘册，称为“饮冰室”。

### 進入內閣

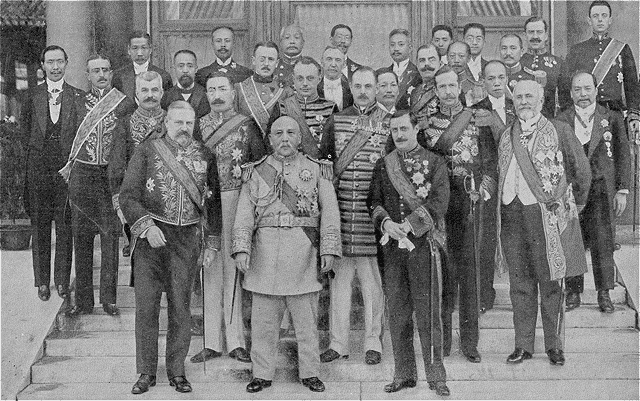
1913年10月10日，袁世凯、梁士诒、第三排右二为梁启超等各级议员与各国使节觐见合影

1913年2月4日，梁啟超又加入共和党，成为民主、共和两党的幕后指挥，希望在国会选举中，可以战胜国民党，进而组织内阁。选举結果国民党议席占压大多数。梁得此消息后，“心力俱瘁”，后悔不该回国从政。宋教仁将出任内阁总理，但3月20日在上海火车站被行刺而亡，舆论界認為是政敌袁世凯或梁启超所为。袁在舆论压力下，即电令江苏都督查究主犯。梁亦即在《庸言報》上发表《暗杀之罪恶》一文，要求查个水落石出。不久，兇手應桂馨、武士英先後落網，供出主謀袁世凱、趙秉鈞、洪述祖。梁一洗不白之冤，同時從麥孟華得知自己為刺殺後補者，不寒而栗。深感到国内种种纷乱腐败，无可奈何。对袁世凯之临时政府不满，只好等正式政府成立，“徐图改造。”5月29日，民主党、共和党与统一党合并为进步党，梁被选为理事。袁世凯为了利用进步党人，于7月31日任命进步党名誉理事熊希龄为国务总理。袁随即提出自己的一份内阁名单，由他的亲信掌握内政、外交、军事、财政大权，只给进步党以司法、教育、农工商三个闲职。而进步党则要求组成由他们掌握要职的内阁，梁启超甚至想要蔡锷入阁掌军事，企图打破袁的限制，遭到袁的坚决反对。梁本人原想就任内阁总理或财政部长，而袁却认为梁“仅能提笔作文，不能胜任国家重任”，只肯把梁放在无关大局的教育总长闲职上。梁坚辞不就，几乎使内阁筹组破产。但是此时袁还必须利用进步党为他效劳，只好作出局部的让步。经过四十日的讨价还价，熊希龄兼任财政总长，梁启超任司法总长。梁启超、汤化龙等进步党人认为，虽未组成纯粹的“政党内阁”，但可在法制上多下功夫，发挥作用。由于进步党人担任总理，并占有财政，司法、教育、农工商四席，所以时人还是称内阁为“进步党内阁”。进步党内阁组成后，在梁启超具体主持下，制定了内阁大政方针，对外求得和平、友好和尊重主权；在内治上以理财为主，整理币制及金融，简政减兵，实行军民分治、考试授官等办法，发展实业交通，实行“保护主义”及“开放主义”并举，奖励私人农工商发展，在政治上实行司法独立、保护民权等。

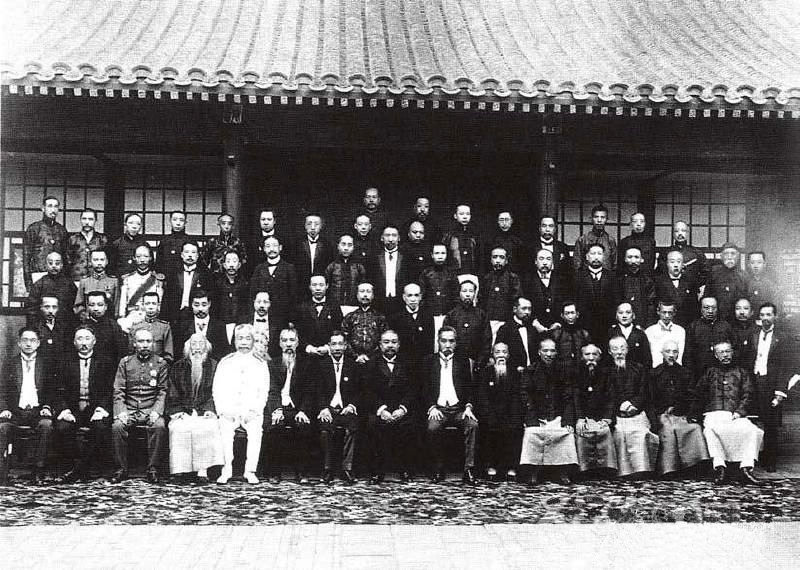
1914年参政院开院时，各级议员合影，其中第二排左八为梁启超

1914年2月，袁公布热河盗宝案，其目的在使熊希龄名声扫地，促熊下台。2月12日，袁准熊希龄辞职。梁启超亦多次要求辞职，承认自己“一介书生”不懂政务，于2月20日获准，接任币制局总裁。上任后，立即上书袁世凯，提出币制改革方案。又发表《币制条例理由书》《整理滥发货币与利用公债》《拟发行国币汇兑券说帖》《余之币制金融政策》《银行制度之建设》等文章，整顿租税、银行、货币及公债。无奈袁世凯对梁启超精心制订的币制改革方案不感兴趣。改革计划成為泡影。于是他从7月开始请辞币制局总裁，于12月27日获准离职。辞去币制局总裁后，他避入清华学校，撰写《欧洲战役史论》。

### 發動護國戰爭

#### 背景

1915年初天津集会
前排左起:蔡锷、王家襄、汤化龙、梁启超、林长民、陈敬第;后排左起:蹇念益、汤觉顿、籍忠寅、周大烈、陈国祥、黄远庸、黄群合影

第一次世界大战爆发后，日本对德国宣战。1914年8月3日，袁世凯政府宣布对欧战中立。8日，日本拒绝中国限制战区的建议，并想进攻山東半島。9月2日，日軍在山东半岛北部登陆，夺取德国在山东的利益。袁世凯政府却宣布“局外中立”，划定滩县以东的地区为交战区。9月23日，英军在崂山登陆，帮助日军进攻青岛，不久占领青岛及胶济铁路全线。此前，梁启超几次去见袁世凯，要求中国对德军作战，收回胶州湾租借地，袁世凯却拒不采纳。10月2日，由黎元洪主持参政院十五次会议，梁启超经蔡锷、王揖唐等附议，在会上就日本侵占山东问题向总统提出政治质问案，得到了与会爱国人士的一致赞同。10月5日，参政院通过了梁启超向袁世凯提出的政治质问案，并请向日、英政府提出抗议。1915年1月18日，日本駐中國公使日置益從日本返回中國，繞過外交部長陸徵祥，以「回任所拜見大總統」為由，請求與袁世凱直接密談。在密談中，日置益向袁世凱直接提出了二十一條要求，並要求中國對此絕對保密。梁启超在天津探悉“二十一条”内容后，奋然通过《京報》《国民报》《亚细亚报》等，接连发表《中日最近交涉评议》《解决悬案耶？新要求耶？》《外交轨道外之外交》《交涉乎命令乎？》《再警告外交当局》《示威耶挑战耶？》等文章，猛烈驳斥日本帝国主义侵华。梁启超对日本痛斥，使其大为恐慌。起初，日本人络绎不绝地去天津对梁进行收买。梁则严词拒绝。后来，日本报纸大肆造谣，说德国人以金钱运动梁启超，故梁攻击日本以袒护德国。梁启超为此专门写了《中日时局与鄙人之言论》，对日本报纸的无耻造谣诬蔑，进行了有力驳斥。其后，袁克定在北京郊外汤山宴请梁启超，并请杨度作陪。席间，袁、杨二人“历诋共和之缺点，隐露变更国体”之意，希望得到梁启超的赞同，梁启超则明确表示反对。不过，梁启超对袁世凯还是仁至义尽，并写了一封长信，忠言相告说：“诚愿我大总统以一身开中国将来新英雄之纪元，不愿我大总统以一身作中国过去旧奸雄之结局；愿我大总统之荣誉与中国以俱长，不愿中国之历数随我大总统而斩。”1月20日，梁启超创刊《大中华》杂志並担任主编。2月12日，梁启超被袁世凯任命为政治顾问，梁婉言拒绝。袁见拉拢不成，又于3月31日任命梁启超考察長江各省司法教育事业，逼梁南下，以免阻碍复辟帝制。梁本不想从命，但得妻子李蕙仙献计，來個金蟬脫殼。梁决定以回乡为父親祝寿为名，南下上海、广州等地，準備将反帝制力量联合起来。

#### 經過
梁启超从天津乘船南下，4月22日到上海转船，25日抵香港。广东宣撫使龙济光特派兵舰来港迎接，当晚即回到广州。28日，梁启超在廣州设宴庆祝父親生日。5月1日，在广州八和会馆开宴并演戏庆寿，全城各界头面人物，无不前来祝贺，鼓乐彻夜不停，其隆重热闹开广州城之先例。5月3日，梁启超及其家族亲友乘龙济光派来之兵轮在七只船及军队兩百人护送下。浩浩荡荡驶向新会县。到新会时，官绅率军队百人及乡亲父老前来相迎。梁启超衣锦还乡，轰动新会。茶坑乡中连续演戏三日，庆寿之余，还去扫墓祭祖。5月9日離開新會，次日返回廣州，梁得知北洋政府接受二十一條中一至四號的要求，对袁世凯的希望已最后破灭，準備聯絡各地军队打倒袁世凯。梁离开广州后，经香港，于6月4日到上海。为避袁的注意和懷疑，先到苏州、杭州、镇江等地游玩。6月中旬，冯国璋派人告诉梁，帝制正加紧筹备中，梁即奔向南京，与冯共商对策。6月27日，冯、梁二人上京，准备见袁世凯，試探袁的真实意图，劝阻复辟帝制。袁一口否定想稱帝，继续隐瞒复辟帝制阴谋。7月6日，袁世凯又任命梁启超、杨度、严复等十人为宪法起草委员，摆出决心推行宪政的假像。梁启超明知袁在玩弄，但不揭露不推辞，参加了起草委员会。不久因病请假回天津养病。8月10日，袁世凱的法律顧問美國專家古德諾教授發表《共和與君主論》，表示中國適合君主立憲。8月14日，楊度等人發起籌安會，鼓動恢復帝制。翌日，蔡鍔奔赴天津見梁启超，当即决定，梁启超负责撰文，公开反对帝制，蔡锷则伪装拥袁称帝，以图大举。22日，梁啟超寫成《異哉所謂國體問題者》一文在《大中华》杂志上发表，對袁的行為進行抨擊，並号召四億國民行动起来，共同讨伐袁世凯，保卫共和。京、津各报争相转载。8月25日，蔡锷在云南会馆将校联欢会发起军界请愿改行帝制时，提笔签了头名。此后，他经常与妓女小凤仙终日寻欢作乐，以迷惑特务监视。此后以治病为名，不理政事。11月11日，蔡锷在梁啟超幫助下秘密離開北京到天津，蔡锷将梁启超起草的云南独立的各种文告交张孝准先行带到日本。同时，梁启超、蔡锷派戴戡由天津直奔香港，派王伯群先去云南，作为蔡锷的开路先锋。12月2日夜，在梁启超精心安排下，蔡锷改穿日本和服，变换姓名，次日早登上日本运煤船东渡日本橫濱。隨後迅速乘船南下上海、香港，经河内去云南，于12月19日抵达昆明，受到老部下雲南將軍唐繼堯的歡迎。

#### 決裂
梁啟超于1915年12月9日，以准备赴美就医为名，离开天津，取道大連南下至上海，具体筹划和指挥云南起义。12月12日，袁世凱稱帝，梁身在大連，當日寫成《上大總統書》，寄予湯覺頓請其轉交袁世凱，力勸袁懸崖勒馬，但未獲回應，梁袁二人終告決裂，梁決心起義，於12月15日離開大連，12月18日抵達上海後，將《上大總統書》作為公開宣言發表于各大報章。12月22日，梁启超从南京发电报给蔡锷，促其立即发动起義。12月25日，蔡鍔、李烈鈞、唐繼堯在昆明通電全國宣佈雲南獨立，並即組織約二萬人之「護國軍」，分由蔡鍔、李烈鈞、唐繼堯任一、二、三軍總司令；唐繼堯兼任雲南都督府都督。1916年1月25日，梁启超去信广西都督陆荣廷，勸其独立。陆對梁启超极为敬仰，並回信說“只要梁启超早上抵达广西，我陆荣廷当晚即宣布独立。”梁启超决定立即奔赴广西，3月1日，日本驻上海武官青木宣純中将會見梁啟超，梁将出走之困难告青木，请求帮助。青木当即答应。在其幫助下，3月4日，梁启超与汤觉顿、黄溯初、黄孟曦、蓝志先、吴贯因、唐伯珊七人避開袁世凱密探的追踪，乘日本邮船离开上海。3月7日到香港後兵分幾路，梁偷渡越南海防，3月27日抵广西。3月15日，陆荣廷宣布广西独立，3月22日袁取消帝制，仍居大總統位。3月28日，梁啟超在龙州發电报给陆荣廷，坚持袁世凯下臺和进取广东的主张。接着又写了《袁政府伪造民意密电书后》，將袁世凯伪造民意的所有密电公开在报紙发表，又以中、英两种文字，刊印成册，散佈中外。4月6日廣東龍濟光詐獨立，并邀梁启超、陆荣廷派代表去广州谈判。陆荣廷认为继续进攻必给广东人民带来灾难，建议对龙采取妥协办法，促龙真正反袁，使两广联合起来，共同北伐。梁启超接受建议，并即派汤觉顿代表广西去广州谈判。4月12日，龍在海珠島水上警署邀請各界代表，召開廣東獨立善後問題會議，會議中，當談及軍隊改編問題時，發生嚴重爭執，龍的警衛軍統領顏啟漢和袁世凱在粵代表蔡乃煌突然開槍，將護國軍代表湯覺頓、譚學夔、王广龄等當場擊斃，史稱海珠慘案。汤、谭、王被杀，梁启超万分伤心。为此写了《祭海珠三烈文》，以寄托哀思。海珠惨案后，各地民军继续进军，要求杀掉龙济光或者赶出广东。梁启超、陆荣廷率桂军一万人东进，与龙军决战。4月19日，龙济光亲赴肇庆，与梁、陆会谈，答應其提出的條件，被迫处决了蔡乃煌。5月5日，梁启超在李根源、张鸣岐、黄孟曦陪同下去广州观音山，說服龙起兵反袁，毫无结果，但也争得龙济光同意组织军务院的事。5月8日，在梁启超的一手筹劃下，经与各方面联络协商，在廣東肇慶成立對抗北洋政府的护国军政府軍務院，遙尊黎元洪為大總統。梁启超任抚军兼政务委员长。

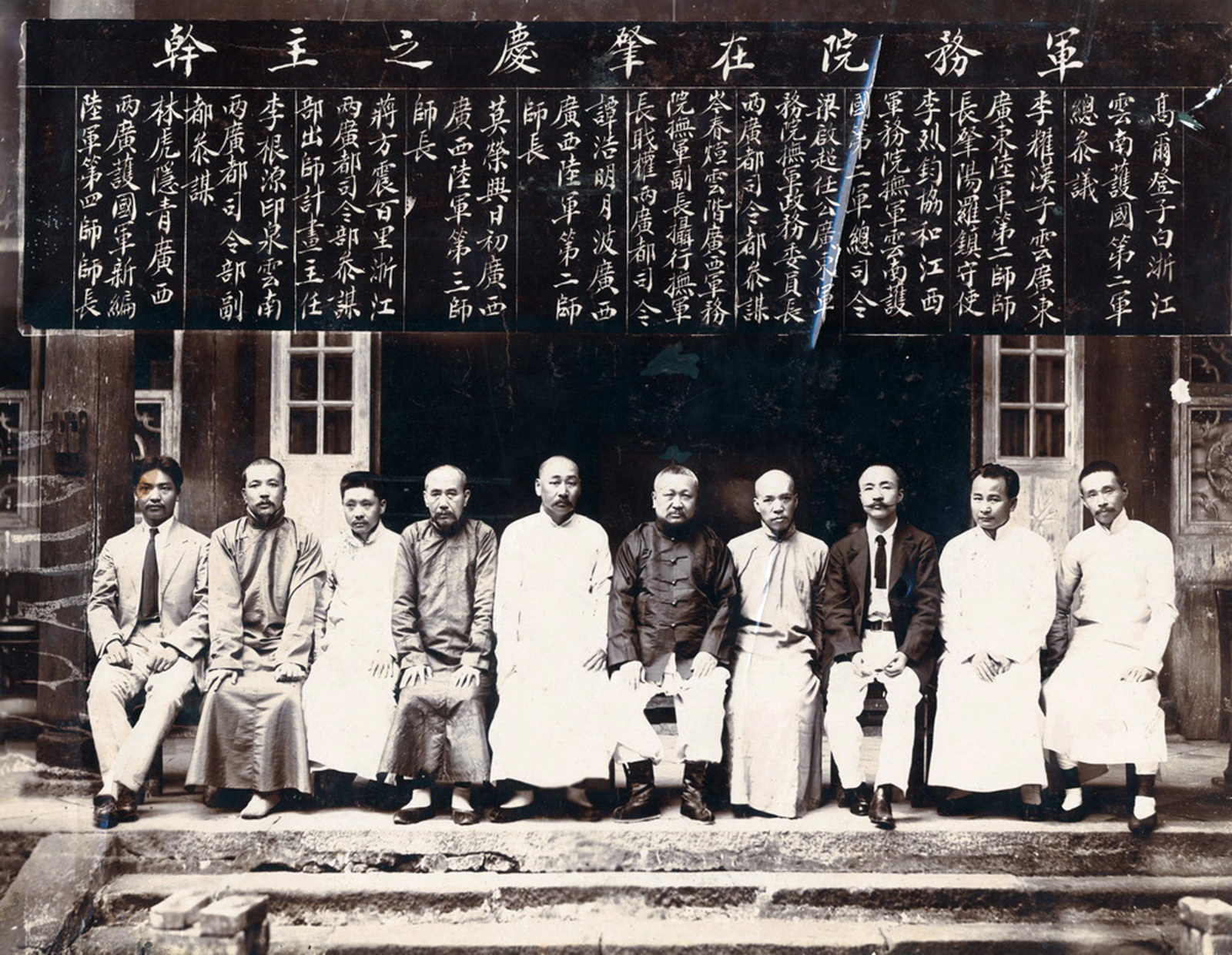
军务院在肇庆之主干合影。自右至左：高尔登、李耀汉、李烈钧、梁启超、岑春煊、谭浩明、莫荣新、蒋方震、李根源、林虎

5月15日梁离开肇庆，经广州、香港，于22日到上海，并作为军务院及南方独立各省代表，奔赴南京，与冯国璋商討逼袁下臺问题，成为南京会议的幕后参与者。期间，梁启超随时将会议情况通报给云南、贵州前线及军务院，要求桂、粤大军继续猛进，决不因谈判而稍事放松。当梁得知父亲去世消息后，辞去军务院的职务，抵香港探亲办理父亲丧事，闭门居丧，声称不闻国事。6月6日袁世凱因病去世，黎元洪继任总统。6月10日，梁启超急电总统，請命段祺瑞出任内阁总理、又致电独立各省支持段祺瑞出来收拾北方政局，主张恢复临时约法，召开国会，惩办帝制祸首及停止內戰，实現南北和解。不久，孙中山、黄兴、蔡锷等都提出同样要求。梁启超虽称处于守孝退隐之中不问政治，但不能袖手旁观。6月30日，段祺瑞内阁组成，梁启超致电独立各省都督、各总司令，说段祺瑞“宅心公正，持躬清直，维护危局，非彼莫属”，望大力支持。認为在段祺瑞领导下，“我国之共和政治必日趋巩固”在梁的催促下，唐继尧、岑春煊等于7月15日宣布撤销护国军军务院。至此，护国战争宣布正式结束。

### 反對復辟
此后，梁启超、汤化龙、林长民、王家襄等人组织的宪法研究会於1916年9月13日成立，从理論上去研究民主宪政，这一派人后来被称作“研究系”。11月8日，蔡鍔病逝，梁到上海辦理其喪事。为調解府院之爭，1917年1月6日，梁從上海入京，向段建议对德宣战和中国出兵欧洲的问题，12日回到天津寓所。4月25日，為了實行對德「宣戰」，段祺瑞聯絡各省督軍，在京召開「督軍團」會議，對國會施加壓力。为了说明参战的必要和解除群众对参战的各种顾虑，梁启超于5月8日发表《外交方针质言》，促使各方面同意参战，振奋中国之人心。5月23日，黎元洪下令解除段祺瑞的职务。段愤然离京去天津，发表通电不承认黎的免职令，并策动各省独立，武装推倒黎元洪。此時，黎电请梁启超出面帮助，梁以“与世暂绝”为由，拒绝调停。于是，黎电請督軍團團長张勋出面调停，段欲利用張勳對付黎元洪而支持入京。但张勋心怀鬼胎，于6月14日聯合康有為入京赶走黎元洪，並于7月1日拥宣统皇帝重新复位，史稱「張勳復辟」。当晚，梁启超得知张勋復辟，立即请段起兵讨贼，段见黎元洪被赶下台，立即与梁启超筹划组织讨逆军，并任命梁启超、汤化龙等人为讨逆军参赞。梁启超立即致电各省将军及各报馆，反对张勋复辟的电文3日刊載于天津《大公报》，指出此次复辟一定成不了大气候。4日，梁啟超跟隨段於天津馬廠誓師討張，段宣读梁启超起草的《代段祺瑞讨张勋复辟通电》，号召将军都督努力同心，保卫民国。11日，讨逆军攻入北京，康有为逃入美国使馆，康梁師生關係破裂。

### 再度入閣

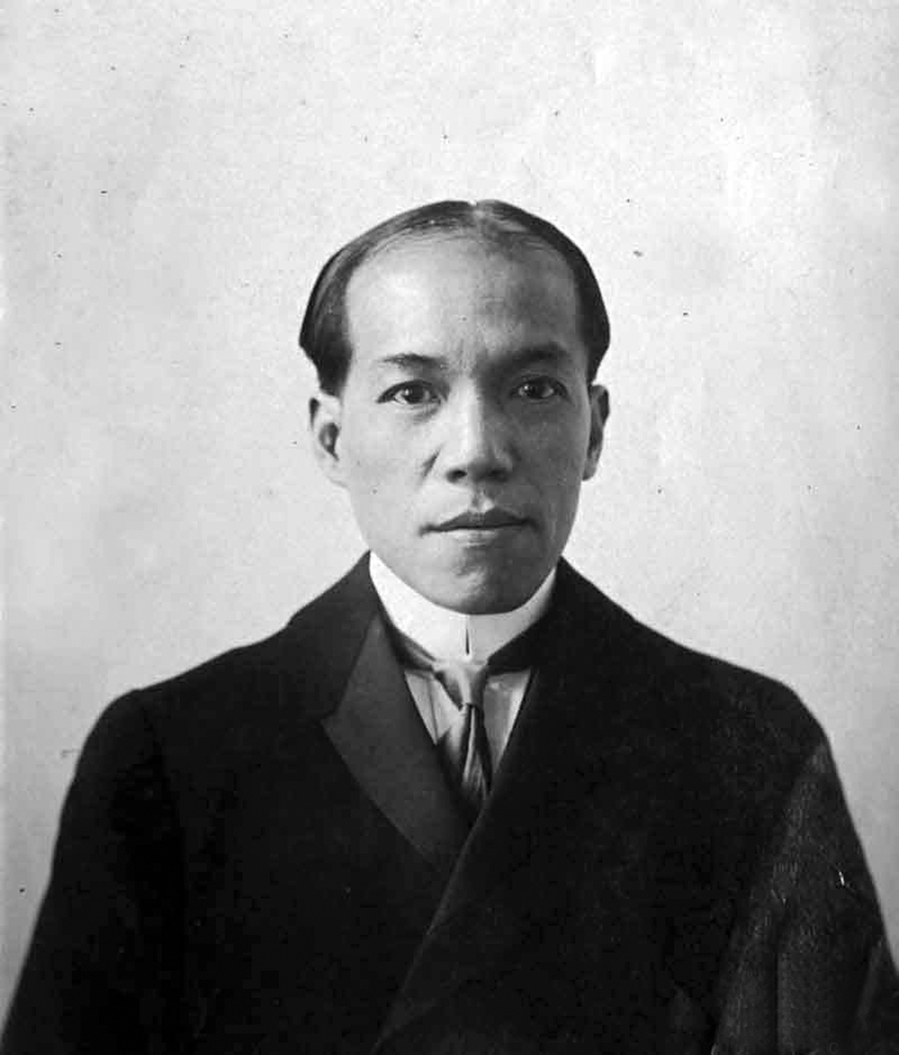
1917年度国会参议院议员梁启超

1917年7月14日段祺瑞内阁成立，梁启超任财政总长。段廢止了1913年選出的國會，7月18日，梁启超、汤化龙等人根据段祺瑞的意图組織臨時參議院，进步党人试图通过改造国会進而控制国会，但梁启超拒绝召开旧国会的主张。8月24日，梁启超代为起草的段祺瑞国务院征求召集临时参议院的意见发表后，孫中山及部分南方軍閥不承認解散國會。8月25日，部分國會議員在廣州召開「國會非常會議」，選舉孫中山為中華民國軍政府大元帥，發動護法運動。8、9月間，梁与日本横滨正金银行签订续善后借款1000万日元合同，计划用于实业建设，结果大都被段祺瑞挪用作内战经费，使梁启超有苦难言。11月15日，段用兵在川、湘都遭遇失敗，呈请辞职。梁启超认为目前政局日趋危险，财政前途日趋窘困，便也乘机提出辞呈。11月30日，梁启超和其他“研究系”总长一齐离开内阁。梁启超沉痛而深刻地指出：“革命成功将近十年，所希望的件件都落空。政治黑暗混乱，中华民国仅存招牌而已。”

### 参与五四运动
1916年8月15日，進步黨首領梁啟超、林長民等人創辦「研究系」的機關報《晨鐘報》。李大釗任總編，不久辭去。1918年9月，因刊載政府向日本借款消息被封閉。同年12月，報章改名為《晨報》後重新出版。該報及其副刊《晨報副刊》以新文化为主要宗旨，在當時的社會影響極大，李大钊、蔡元培、鲁迅、陈独秀、瞿秋白、胡适、耿济之、冰心等名流都曾為其主筆。李大钊在该報相继发表《战后之世界潮流》《劳动教育问题》《青年与农村》《现代青年活动的方向》《现在与将来》《“五一节”杂感》等，从而使《晨报》成为新文化运动的重要阵地。它和《新青年》一起，极大地促进了知识分子新的觉醒，促进了五四运动的爆发。
1918年11月，一战結束，中国为战胜国之一。1919年1月，協約國集團為締結和約，召開巴黎和會，中國政府派陸徵祥等出席。为了将国内人民组织起来声援巴黎和会的中国代表，梁启超、林长民向徐世昌总统建议，在总统府成立巴黎和会外交委员会，总统顾问林长民劝徐世昌请梁启超赴欧洲，以巴黎和会中国代表团会外顾问及记者的身份，与各国著名人士联络，进行会外活动。1918年12月29日，梁启超與蒋方震、张君劢、刘崇杰、丁文江、徐新六、杨维新等人乘船离开上海。1919年2月18日抵達巴黎，梁无一刻安眠，疾书《世界和平与中国》一文，翻译为英文、法文，广为散发，表示中国人对和会的希望。又在新闻发布会上演说，针锋相对地指出：“若有另一国要承袭德人在山东侵略主义的遗产，就为世界第二次大战之媒，这个便是和平公敌。”给日本侵略者当头一击。梁在巴黎頻繁進行外交活动，先后会见了美国总统威尔逊及與會各国政府的代表、党派领袖、社会名流，争取支持力量。

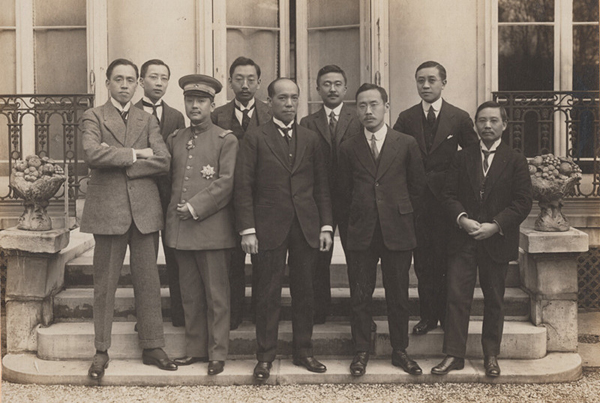
1919年，中国欧洲考察团在巴黎的合影。前排左二为蒋百里、左三为梁启超、左四为张君劢。左一應為1919年巴黎和会中國五人代表團之一的劉崇傑.

3月中旬，梁致電外交委员会汪大燮、林长民講述段棋瑞政府与日本订立密约，承认日本为合法继承山東主權。汪、林等人得知消息後，十分气愤，愈感监督政府之必要，立即组织国民外交协会，邀请张謇、王宠惠，熊希龄等名流参加，推张謇为会长，为巴黎和会中国代表团做后盾。4月8日，协会委托梁启超为该会代表，向巴黎和会请愿，力争山东主权。4月24日，梁急電國民外交協會，嚴責政府，萬勿簽字。4月29日，英、美、法三国作出决定，同意将德国在青岛及山东的所有权利让与日本。5月1日，上海《大陸報》刊載中國外交失敗消息。5月2日，林長民在《晨報》撰文：“山東亡矣，國將不國矣，願合四萬萬眾誓死圖之。”汪大燮与蔡元培商议，决定发动北京大学学生游行示威，阻止政府簽約。5月3日晚，北大學生在北河沿北大法科禮堂召開學生大會，並約請北京13所中等以上學校代表參加，决定5月4日游行示威。翌日，五四运动在北京迅速爆发。
在五四运动的热潮中，北洋政府亲日派秘密向巴黎发出签字训令，陸徵祥亦准备在和约上签字，消息传出，举国同愤，林长民急忙密电梁启超，请梁将政府准备签字的消息告知巴黎中国留学生，并阻止签字。6月28日，留学生及中国工人包围了中国代表团住宅，警告中国代表，“如敢出门，当扑杀之。”陸徵祥等不敢离开寓所半步，只好被迫发表声明拒签和约。日本在巴黎和会上没有达到目的，1920年1月19日，又向中国外交部提出山东善后问题，要求与中国直接交涉，立即遭到中国人民的强烈反对。梁启超于3月5日从欧洲回到上海，当即发表演说，坚决反对中日直接交涉。19日到北京，立即要求政府释放因五四运动被捕的学生。23日，《申报》发表梁启超关于山东问题的講话，指中国代表没有在巴黎和会上签字，实际上是中国的胜利，必须抱定拒绝與日本直接交涉的决心。在梁启超的疾呼下，坚定了中国不与日本直接交涉的立场。1922年2月4日，中日在華盛頓會議簽訂了《解決山東問題懸案條約》，收回了青岛及山东的权利。

### 倡導新文化

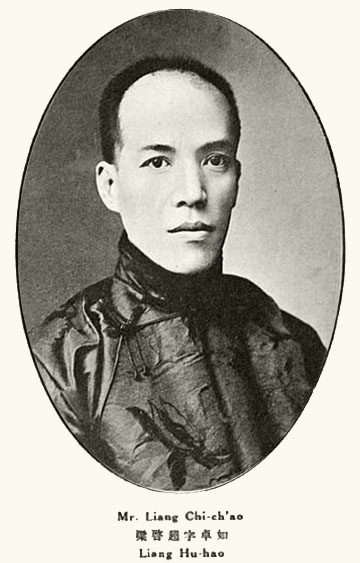
1925年《中国名人录 (第三版)》收录的梁启超像

梁启超的欧洲諸國之行，了解到一战后西方社会的變化，思想又發生重大转变。回国後，決定棄政從教，撰寫《歐遊心影錄》。1920年4月4日，梁在北京組織共學社，其宗旨为“培养新人才，宣传新文化，开拓新政治”。9月，成立講學社，相继聘请英国哲学家罗素、德国哲学家杜里舒、印度文学家泰戈尔来华讲学。杜威的实用主义、罗素的国家社会主义、杜里舒的反机械论唯心主义、泰戈尔的痛斥西方文化思想沉沦等，对梁启超、张君勱、张文英等人影响很深，对中国文化学术界的影响也很大。同時共学社又大量翻译出版西方名著，印行丛书，计分时代、教育、经济、文化、科学、哲学、史学、俄罗斯文学等百余种。既介绍了马克思社会主义及经济学说，也介绍了基尔特社会主义，还介绍了大批反映俄国现实主义的文学及戏剧，对中国新文化的繁荣起了巨大推动作用。梁啟超又為蔣方震《歐洲文藝復興時代》所作的序，寫成之後，序的篇幅和蔣方震書相當，於是以《清代學術概論》為題，單獨成書。
1921年雙十節期間，梁启超在天津南开大学主讲中国文化史，天津各校师生旁听者众多，在南开大学的授课内容被整理为《中国历史研究法》出版。同年，其在京、津各所学校先後七次讲演。1922年，梁启超拟在南开大学设立东方文化研究院，主要研究孔孟思想和宋明理学，这一想法得到严修、张伯苓的支持，但响应者寥寥，最终作罢。同年，梁在國立东南大学，讲授《先秦政治思想史》。12月底，梁確診患有心臟病。此後數年，梁启超先後赴濟南、上海、蘇州、南京、長沙、武昌、開封等地巡迴讲学，身體狀況每況越下。1923年3月，著成《陶淵明》一書。6月，曹錕派軍警恐嚇逼走黎元洪，準備用重金賄賂國會議員當選為總統。梁去信勸其放棄，但不成功。1924年，梁启超又将其讲课之讲义16章，包括清代学术变迁与政治影响，阳明学、经学、史学、程朱学派，王寅旭、梅定九之历学、算学，清代学者整理旧学之总成绩等，合编出版，名曰《中国近三百年学术史》，计25万余字。对《清代学术概论》作了重要的补充，涉及范围更为广泛，更全面地论述了清代学术史。9月13日中秋節，夫人李蕙仙因乳腺癌病逝。

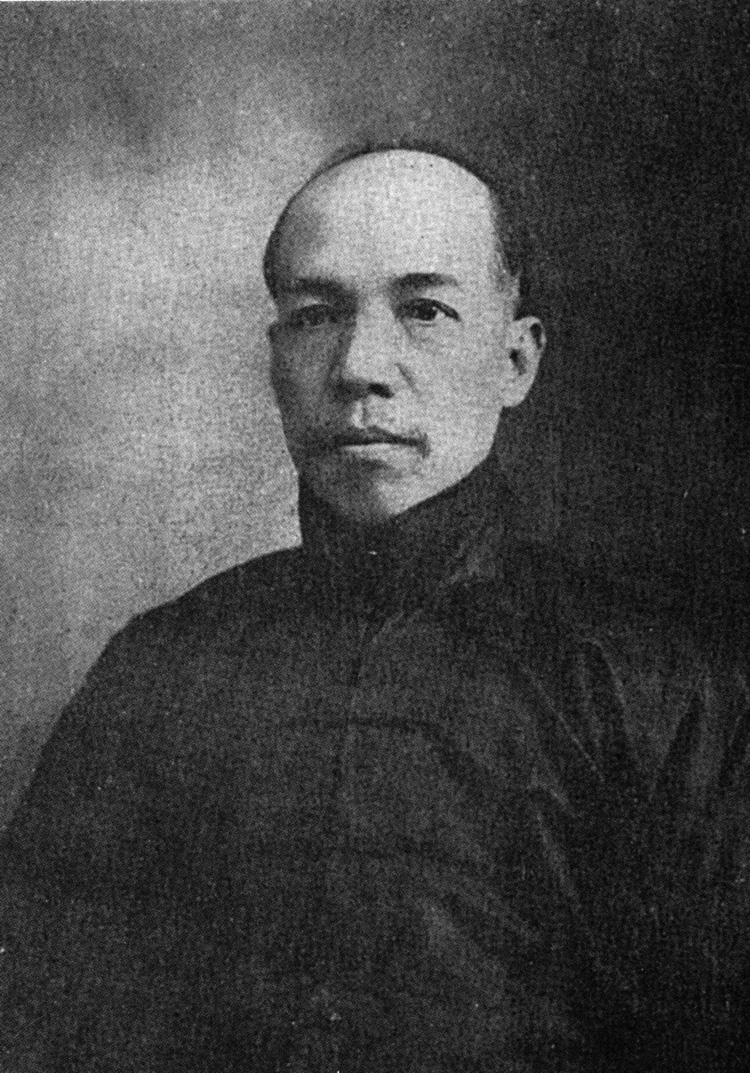
晚年梁启超像

1925年五卅慘案後，梁启超一改不问政治的声明，即与朱启钤、李士伟、顧維鈞、范源濂、张国淦、董显光、丁文江等联合发表《天津宣言》，要求停止屠杀，惩办凶手。并连续发表文章《为沪案敬告欧美朋友》《對欧美友邦之宣言》《致罗素电》《谈判与宣战》《致段执政书》《我们应该怎样应付上海惨案事件》《沪案交涉方略敬告政府》《赶紧组织‘会审凶手’的机关啊》《答北京大学教职员》等。号召举行大罢工，全力对准“上海英捕房”，要求惩凶、赔偿、道歉，进而收回租界，撤退领事裁判权等等。是年秋，梁应聘任清华国学研究院导师，并担任京师图书馆馆长。

### 溘然去世

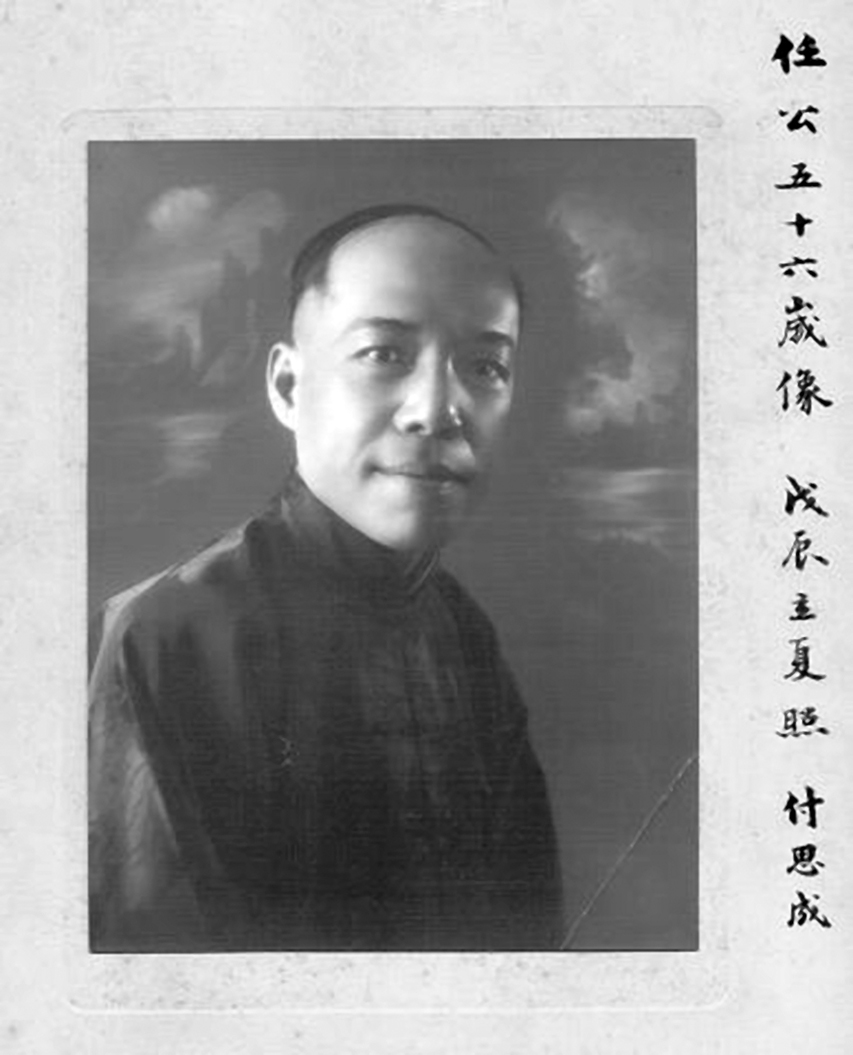
年近56岁的梁启超（摄于1929年）

1926年2月，梁启超忽患便血病，中医无效。后入協和醫院治療，3月，内科医生会诊多次，建议割除带有黑点的右腎，转交外科的劉瑞恆医生进行手术，术后协和发现便血减少但无法根治。社会舆论认为梁白挨一刀，指责医生误诊，引发中西医的大战，对协和医院压力很大。梁启超考虑中國西醫尚未發達，在1926年6月2日的《晨报副刊》发表“我的病与协和医院”，试图平息各界对西医的不信任：“协和这回对于我的病，实在很用心。各位医生经过多次讨论，异常郑重”。
1926年3月割除右腎後，协和解剖此腎發現如櫻桃般的黑點，是血管硬化，但不是癌症。在《梁思成与林徽因》以及梁思成的续弦所著《梁思成》等书中，称当时主刀的協和醫院院长刘瑞恒錯割另一侧健康肾脏。2006年協和醫院舉辦病案展覽，公开梁启超病，指传言不实。
两年后11月28日，他再入协和医院治疗，专注痔疮治疗，每天喝两杯泻油，灌足十日，致胃口轉差。而梁启超又自作主张，因为胃口不开，就乱吃了几顿，弄得肠胃一塌糊涂，以致连日高烧不降。经检查，发现肺部及左肋之间有毒菌，但病因仍不明确，命在垂危，後又拔牙七顆，病情依舊。后发现是念珠真菌病为患肺与气管，与肾病无关，梁病例有上医学学刊，是中国发现的第一个念珠真菌病例。梁思成等写的讣告“梁启超得病逝世经过”：
耿痰化验，则无痨菌，而有一「末乃厉」菌 Monelli 极多，复由左胁肿处取出脓血化验，结果亦同，以脓血注入小动物体中，亦内部溃烂出血。
1929年1月19日，梁启超于北京协和医院去世，终年55岁。北京、上海等地分别为梁举行追悼会，场面隆重。

## 个人作品
他有多种作品集行世，以1936年9月11日出版的《饮冰室合集》较完备。《饮冰室合集》计148卷，1000余万字。
1901至1902年，先后撰写了《中国史叙论》和《新史学》，批判傳統史学，发动“史学革命”。欧游归来之后，以主要精力从事文化教育和学术研究活动，研究重点为先秦诸子、清代学术、史学和佛学。指导范围“中国文学”“中国哲学史”“中国史”“史学研究法”“儒家哲学”“东西交流史”等。这期间著有《中国近三百年学术史》、《情圣杜甫》、《屈原研究》、《先秦政治思想史》、《中国文化史》、《变法通议》等。梁启超在文学理论上引进了西方文化及文学新观念，首倡近代各种文体的革新。文学创作上亦有多方面成就：散文、诗歌、小说、戏曲及翻译文学方面均有作品行世，尤以散文影响最大。梁启超的文章风格，世称“新文体”。这种带有“策士文学”风格的“新文体”，成为五四以前最受欢迎、模仿者最多的文体，而且至今仍然值得学习和研究。

## 曾用笔名
梁任公、饮冰子、饮冰室主人、梁仁甫、梁卓如、梁宏猷、双涛阁主、爱国者、哀时客、檀山旅客、莲菂园主、適时务者、兼士、轶赐、沧江、赁庐、远公、孟远、宪民、逸史氏、外史氏、新史氏、庸言子、新民子、知新子、中国少年、中国之新民、少年中国之少年、自由斋主人、如晦庵主人、梁新会

## 思想及影响
梁启超坚决反对极端主义和促进自由主义的改良。同时，梁启超也是中国近现代史上学贯中西的大师级人物，在诸多领域都有非凡的思想及学术贡献。在科学与玄学论战中，梁启超属于文化保守主义的“玄学”派，被认为开启了近代中国文化保守主义的谱系。

### 發明中华民族
梁启超最早提出中华民族这一概念，是近代中国民族主义的奠基人之一。

### 新闻言论思想
梁启超不仅是中国近代历史上的改革家，同时也是新闻（报刊）史上最具影响力的人物，对中国早期报刊政论文有巨大贡献。从事报刊活动27年，一生创办领导报刊17种，被誉为“舆论之骄子，天纵之文豪”，开创时务文体，中国早期新闻学者戈公振在《新闻学撮要》中评价：“我国报馆之崛起，一切思想的发达，皆由（梁启超）先生启其端”。
办报人梁启超认为报刊功能是：“去塞求通”，并具有“监督政府”与“向导国民”两大天职。其办报四大原则：“宗旨定而高”、“思想新而正”、“材料富而证”、“报道确而速”。以常识、真诚、直道、公心、节制为健全舆论之五大根本；宣传艺术手法：浸润法、煽情法。

### 弗龟手之策
梁启超在《论中国学术思想变迁之大势》中指出，魏源《海国图志》对日本明治维新起了巨大影响，认为它是“不龟手之药”，助推日本社会革新。到了1851年，《海国图志》（壹百卷续版）又在日本出现，更为日本维新变革人士擦亮了眼睛。当时著名的维新思想家佐久间象山在读到《海国图志》“以夷制夷”的主张时，不禁拍案感慨：“呜呼！予与魏，各生异域，不相识姓名，感时著言，同在是岁，而其所见亦有暗合者，一何奇也。真可谓海外同志矣！”在魏源思想的引导下，佐久间象山在思想上实现了从排斥西方人到发展与西方关系的重大变化，他主张从全球发展形势出发而思考日本要强的方略。一时之间，日本各个阶层的人开始争相借阅，很快就出现达二十几种的《海国图志》手抄本版式，风靡全日本。人们意识到日本面临着重蹈“中国因鸦片战争覆辙”的危险，各界深感不安。相比之下，大清各个阶层并没有这种意识。
另一位维新志士横井小楠，也是在读了《海国图志》后得到了启发，与佐久间象山共同提出了日本“开国论”的思想。他们在吸收归纳《海国图志》的精髓后指出，日本发展之路必是“东洋道德与西洋技术的结合”。唯有做到“师夷之长技以制夷”，就不仅要发展本国的工业，开展对等的对外贸易，更重要的是推行民主制度，推翻德川幕府的封建统治。

### 中国早期证券市场问题解决原则
梁启超说：「华人不善效颦，徒慕公司之名，不考公司之实。」；「托拉斯者，原语为trust，译言『信』也……，多数之有限公司互相联合，而以其全權委托少数之人，为众用信用者，故得是名。」是信，多数之有限公司互相联合，而以其全权委托少数之人为众所信用者。”也就是说，由少数有信用的人来经营企业。什么是信用？就是信托责任。他认为当时的股市缺乏信托责任。
宣统二年，梁启超写了一篇文章谈股份有限公司。股份有限公司必须在强而有力的法治国家才能生存。而中国，不知法治为何物。股份有限公司，必须有责任心强的国民才能够成功。其实在清光绪二十九年，中国就有公司法，当时叫做《公司律》。律文鲁莽、灭裂、没有什么价值。就算律文完善，也不会实行。梁启超认为，英国人之所以以商业雄踞天下，就是因为信托责任。其灵魂与美国1929年股市崩盘之后，在1934年所拟定的《证券交易法》的精神是相同的。
1922年，疯狂的股票交易热潮终于落下了帷幕。难以维系的交易所纷纷破产，最终存活下来的股市交易所只剩下六家，信托公司也只剩下两家。梁启超称之为“股市气泡”，谓其张至极大时，即将散之时也。
他当时给出了一个很有趣的例子，他说康熙五十六年，当时英国股票市场搞得很兴盛，股票价格涨了好多倍，他说你知道当时有谁在炒股吗？艾萨克·牛顿。牛顿炒股是怎么炒的呢？1720年初，牛顿写信给他的朋友，请朋友代他买入英国南海股票。结果到1720年10月，买入的这家公司股价暴跌，牛顿损失2万英镑（相当于他时任制币厂长的十年薪水）。悲痛不已的牛顿说出一句传世名言：“我能计算出天体运行的轨迹，却难以预料到人们的疯狂。”因此梁启超说，把这封牛顿写给朋友委托代买股票的信，“藏之于国家大书楼，视为鸿宝，以为商务中人戒”。

## 出版著作

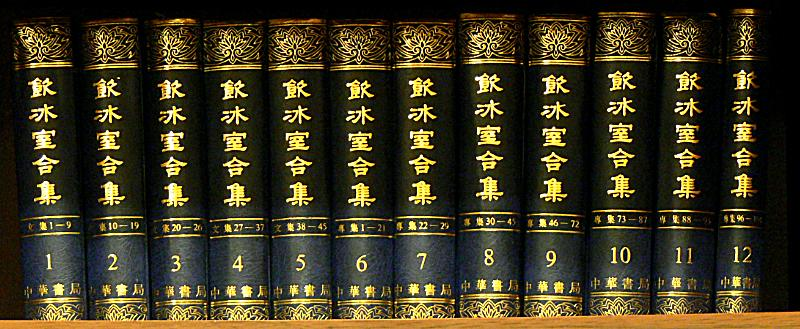
中华书局1989年版《饮冰室合集》將原四十冊合訂為十二冊的影印本

- 《饮冰室文集类编》（上下册），下河边半五郎编，东京帝国印刷株式会社出版，1902年。（最早的文類編）
- 《清代學術概論》梁啟超著，上海商務印书馆，1922年。
- 梁启超《饮冰室合集》（全四十册）上海中华书局1932年出版；北京中华书局1989年影印本合订为12册ISBN 7-101-00475-X/K
- 朱维铮编校《梁启超论清学史二种》（清代学术概论及中国近三百年学术史），复旦大学出版社，1985年。
- 夏晓虹编校《〈饮冰室合集〉集外文》（上中下三册），北京大学出版社，2004年。
- 《李鴻章傳》

「饮冰」一词源於《庄子‧人间世》：「今吾朝受命而夕饮冰，我其内热与？」原意就是比喻自己内心之忧虑。当年，梁启超受光绪皇帝之命，变法维新，临危受命，如何解其「内热」？唯有「饮冰」方能得解。
查「飲冰」一詞，語出《莊子‧人間世》。曰：「葉公子高將使於齊，問於仲尼曰：「王使諸梁也甚重。齊之待使者，蓋將甚敬而不急。匹夫猶未可動，而況諸侯乎！吾甚慄之。子常語諸梁也曰：『凡事若小若大，寡不道以懽成。事若不成，則必有人道之患﹔事若成，則必有陰陽之患。若成若不成而后無患者，唯有德者能之。』吾食也執粗而不臧，爨無欲清之人。今吾朝受命而夕飲冰，我其內熱與！吾未至乎事之情，而既有陰陽之患矣！事若不成，必有人道之患，是兩也。為人臣者不足以任之，子其有以語我來！」
其意是爲人臣子，受命於君，恐怕德行未足，難以成事，或事後無法全身而退，因此心焦如焚，欲飲冰以解内熱。當年梁啟超受命於光緒及康有爲，圖變法維新。後來滿清立憲失敗，梁自號「飲冰室主人」，以示「為人臣者不足以任之」之慨。

## 家族
- 祖父梁維清（1815年－1892年），號鏡泉，清末秀才。
- 祖母黎氏（1817年－1873年），系广西提督、武探花黎大剛之女。
- 父梁寶瑛（1849年－1916年），号莲涧，清末秀才，因屡试不第，在乡教书。
- 母赵氏（1852年－1887年），三江人。

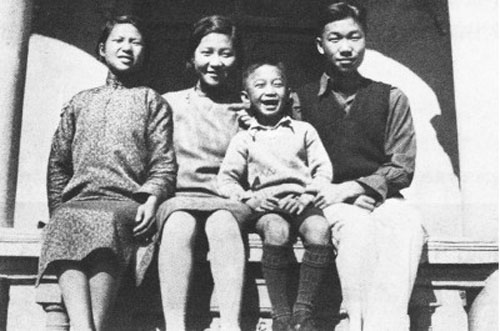
由左至右依次为：梁思宁、梁思睿、梁思礼和梁思达，1934年摄于天津饮冰室（天津梁启超旧居）前。

- 妻子：李氏蕙仙，李朝儀之季女，因為哥哥李端棻賞識梁启超之才，許配梁為妻。生梁思顺、梁思成、梁思庄。
- 通房丫鬟：王氏桂荃（王来喜），因为梁启超坚持一夫一妻制，终身未获得任何名分，也没有任何婚姻关系，梁称其“王姑娘”。生梁思永、梁思忠、梁思达、梁思懿、梁思宁、梁思礼。

梁启超共有15个子女，9個成年。他们中的许多人后来都成为杰出的人才。
- 长女：梁思顺（令娴，1893年4月14日－1966年），诗词研究专家，中央文史研究馆馆员。
- 长子：未有名（1897年秋，李蕙仙所生)出世一个月夭折。
- 次子：梁思成（1901年4月20日－1972年1月9日），生於日本東京，著名建筑学家，1948年3月当选为中央研究院首届院士（人文组）；中国科学院院士；其妻为林徽因。
- 三子：梁思永（1904年11月13日－1954年4月2日），著名考古学家，1948年3月当选为中央研究院首届院士（人文组）。
- 四子：梁思忠（1907年8月6日－1932年），留学先后在弗吉尼亚军事学院和西点军校学习。在1932年的一·二八淞沪抗战中，驻防上海任國民革命軍十九路军炮兵上校，因腹膜炎誤醫身亡。
- 次女未有名(王桂荃所生)，夭折。
- 梁思庄（1908年－1986年），三女，著名图书馆学家。曾任北京大学图书馆副馆长。
- 四女梁思淨(?)(王桂荃所生)，夭折。
- 梁思达（1912年12月16日－2001年），五子，长期从事经济学研究。
- 梁思懿（1914年12月13日－1988年），五女，从事社会活动，第六届全国政协委员。
- 梁思宁（1916年10月30日－2006年），六女，投奔新四军参加中国革命。
- 梁思均（1916年12月6日－？），六子，早喪。
- 梁思廣（1919年12月2日－？），七子，早喪。
- 梁思礼（1924年8月24日－2016年4月14日），八子，著名火箭控制系统专家，1993年当选为中国科学院院士。
- 梁思同（1926年9月－1927年3月），九子，出世6月夭折。

长孙女：梁再冰，梁思成女，新华社记者，驻外工作多年。
长孙：梁从诫，梁思成子，致力环保，创自然之友协会。

### 梁啟超弟子名录簿
- 清末（含旅日）時期： 范源濂、徐佛蘇、羅昌、林圭、蔡仲浩、田邦璇、李炳宸、唐才質、秦力山、李复几[38]、李肖聃（李犹龙）、陳猶龍、石陶鈞、吴貫因、蔡鍔、周善培、蒋百里、吴禄貞、張紹曾、張孝准、黄溯初、黄远庸、戴戡、陈独秀、楊樹達、张东荪、張君励、藍公武、蔣尊簋、孫科等
  - 民国時期: 吴其昌、汤用彤、胡適、王赓、徐志摩、徐中舒、劉海粟、汪吟龍、聞一多、黄淬伯、王力、熊佛西、周传儒、高亨、姜亮夫、梁实秋、姚显微、蔡尚思、謝国桢、冯永轩、馮国瑞[39]等。

## 故居、纪念馆与墓地

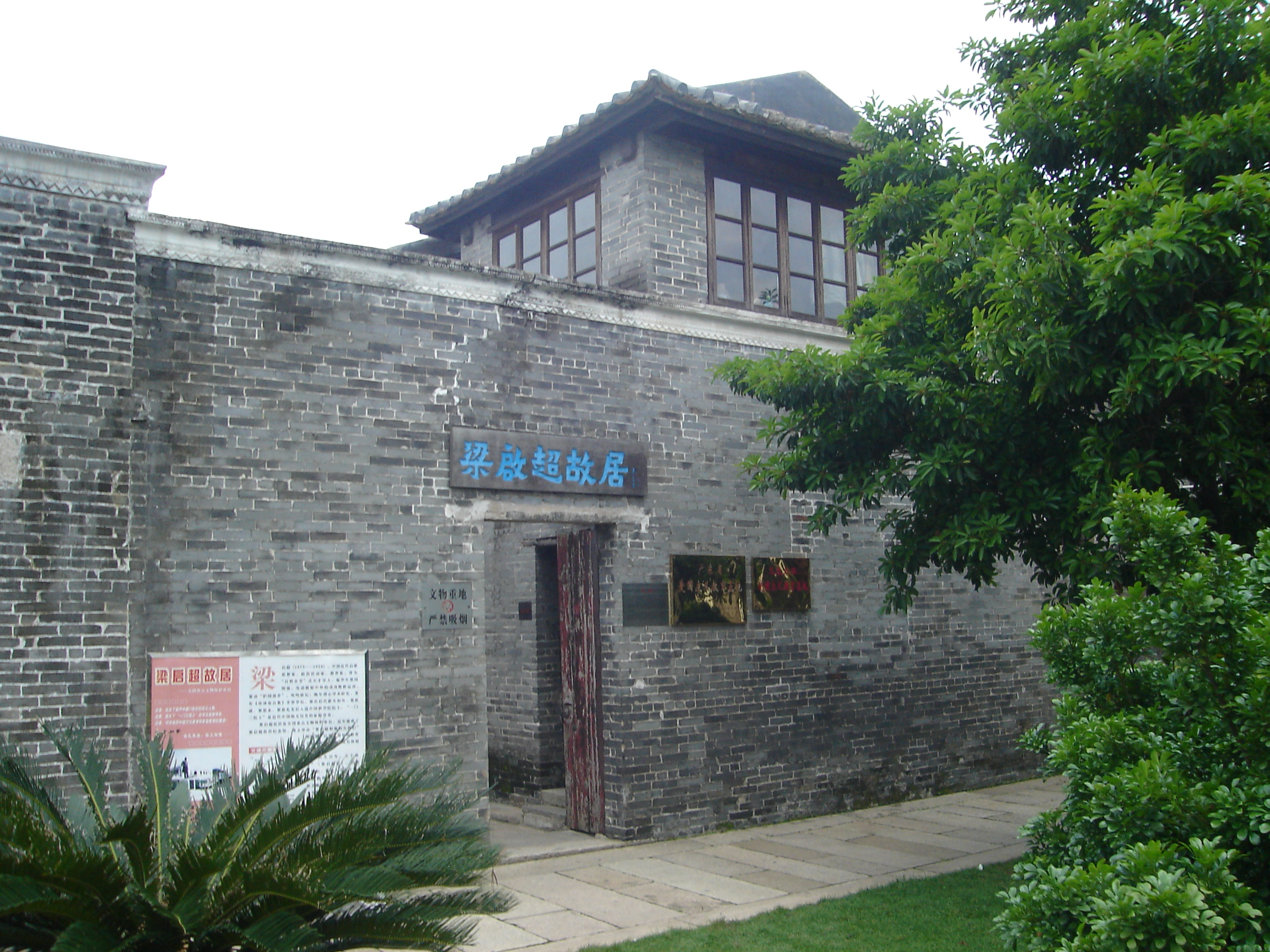
位于廣東新会的梁启超故居

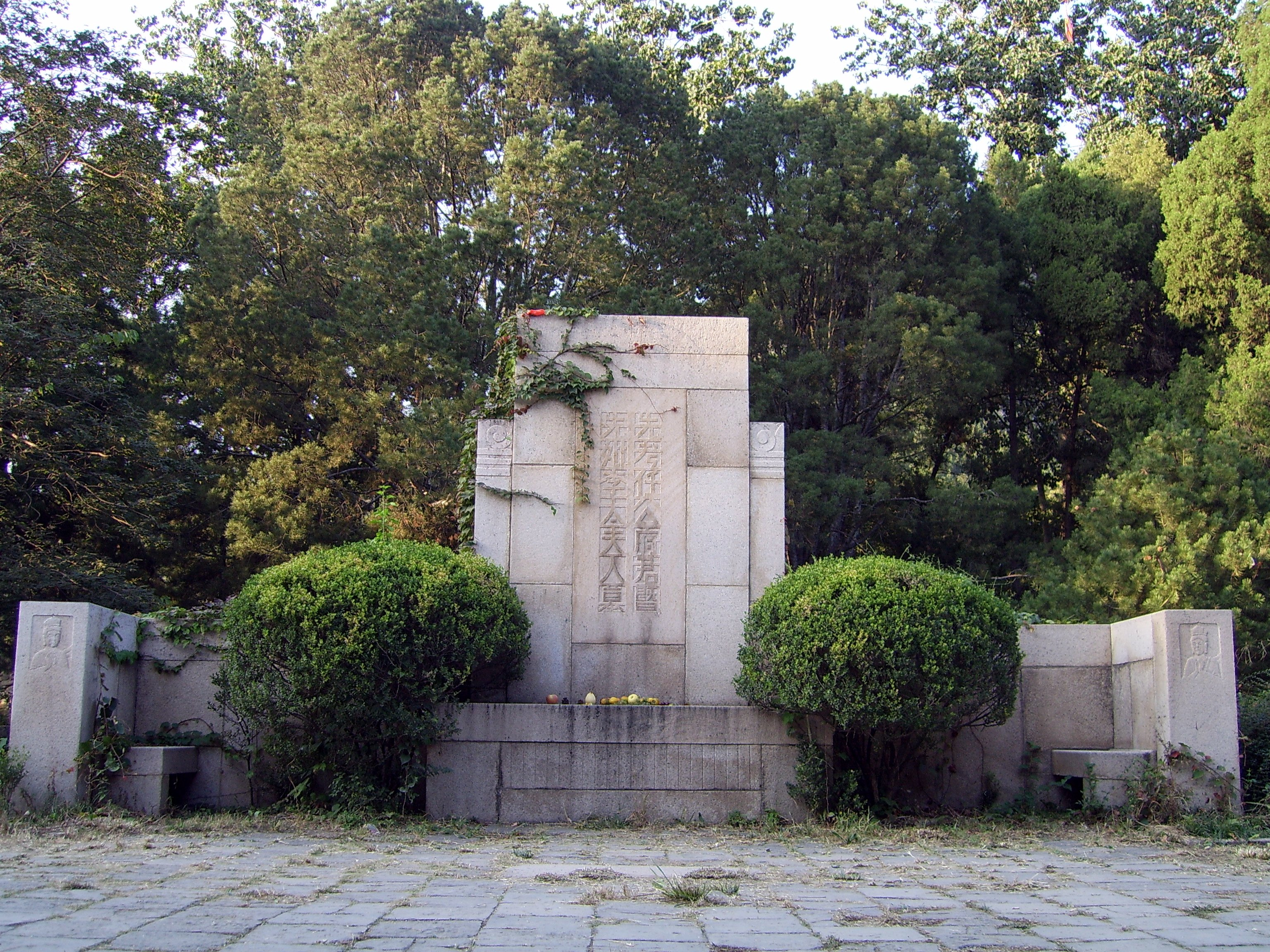
位于北京植物园的梁启超墓

在广东新會和天津都保存有梁启超的故居并建有梁启超纪念馆。

### 广东新会梁启超故居
广东省江门市新会区的梁启超故居位于广东江門新会会城镇茶坑鄉，这里是梁启超的诞生地。该故居建于清朝光绪年间，为一座青砖平房，占地面积155平方米。故居于1989年被定为广东省省级重点文物保护单位。2001年故居扩建为“梁启超纪念馆”。纪念馆由莫伯治设计，主体为一座两层中西合璧风格建筑，前部分为具有欧陆风格的白色拱型设计，后部分是岭南风格的仿古建筑，建筑面积1600平方米。故居大院中央还竖有梁启超铜像，由林敦厚父子设计。纪念馆内有梁启超生平事迹展。

### 天津梁启超故居
天津的梁启超故居位于原天津意租界内（今天津市河北区民族路44号），毗邻的还有位于河北路46号的梁启超书斋——“饮冰室”。这两所住宅是民国初年梁启超购买空地所建。故居建于1914年，为意式两层砖木结构楼房，建筑面积1121平方米；饮冰室建于1924年，为浅灰色两层洋楼，由意大利建筑师白罗尼欧设计，建筑面积949.50平方米。天津市政府于2003年将故居和饮冰室扩建为梁启超纪念馆。纪念馆以故居作为展室，展示梁启超生平事迹。书斋“饮冰室”做为复原陈列，再现了梁启超生前的工作、生活环境。

### 墓地
梁启超墓今位于北京植物园东环路东北的银杏松柏区内。墓地总面积1.8公顷，东西分为墓园和附属林地两部分。先是在1924年由梁启超选址，时正室李蕙仙病重（是年9月去世）。墓园1925年8月破土。梁启超在1929年1月19日病逝，在此与妻子合葬。墓园由梁启超之长子建筑学家梁思成设计，在1931年竣工。解放前，儿子梁思忠在此下葬。文革时，此带是军事管制区，墓园幸免被破坏。女儿梁思庄与其他家族成员也葬于此。在梁思顺和梁思成都去世后，梁启超的通房丫鬟王桂荃也被其亲生子女葬在此处。1978年2月24日梁启超还在世的子女梁思庄、梁思达、梁思懿、梁思宁、梁思礼将墓地全部无偿转交给北京植物园。

### 其他
- 香港銅鑼灣啓超道以他命名。
- 江門新會區啓超大道以他命名。

## 评价
- 毛泽东早年读书时期非常崇拜梁启超，并且模仿他的白话文写作。1936年，毛泽东在延安接见美国记者埃德加·斯诺时说：“我崇拜康有为和梁启超”。1958年4月8日，毛泽东在武昌與吴冷西、田家英的谈话中评价梁启超说：“梁启超一生有点像虎头蛇尾。他最辉煌的时期是办《时务报》和《清议报》的几年。那时他同康有为力主维新变法。他写的《变法通议 （页面存档备份，存于）》在《时务报》上连载，立论锋利，条理分明，感情奔放，痛快淋漓，加上他的文章一反骈体、桐城、八股之弊，清新平易，传诵一时。他是当时最有号召力的政论家。”梁启超是在两次赴京考试落第之后，才同康有为、谭嗣同等一起搞“公车上书”的。“戊戌变法”后，流亡日本办《清议报》。其后即逐渐失去革新锋芒，成为顽固的保皇派，拥护君主立宪。那个时代的年青一代知识分子，几乎无一不受梁启超思想和文字的洗礼。毛泽东每当在《新民丛报》上看到梁启超的文章，都要反复地阅读细品。

梁启超是一位“百科全书式的人物”，对今天的中国依然有着巨大的影响。他以高尚的个人情操，渊博的学术，博爱的社会革命活动受到了国内外人士的高度评价。梁启超则自我评定：“若夫理论，则吾生平最惯与舆论挑战，且不惮以今日之我与昔日之我挑战者也。”
- 美国记者埃德加·斯诺则评价他是“中国精神之父”。
- 日本首相伊藤博文称他是“中国珍贵的灵魂”。
- 美国学者约瑟夫说：“从1898年的改良运动到1919年的五四运动，康有为扮演的角色是渺小的，而梁启超则成为鸦片战争以来理论界的真正领导者。1902年一 一整理国故，而不讲训话、考据、名物。他是一个史学家，特别是学术文化史专家。”
- 黄遵宪言：惊心动魄，一字千金，人人笔下所无，却为人人意中所有，虽铁石人亦应感动。从古至今，文字之力之大，无过于此者矣。
- 严复称“任公妙才，下笔不能自休，其自甲午以后，于报章文字，成绩为多，一纸风行海内，观听为之一耸。”
- 蔡锷评价他老师:“锷追随先生有年，觉其德行之坚洁，学术之渊博，持义之稳健，爱国之真挚，环顾海内，实惟先生一人。”

梁启超开创了中国学术的新时代。值得一提的是，中国第一个宣传马克思主义学说的人并不是李大钊，而是梁启超先生。早在1902年10月，梁启超在《新民丛报》第18号发表《进化论革命者颉德之学说》。文中说：“麦喀士，日尔曼人，社会主义之泰斗也。”。1916年8月，李大钊是在梁启超创办的《晨报》供职期间受他的影响才宣传马克思主义的，提倡共产主义。
后来，他拥护袁世凯当总统和段祺瑞执政，但反对袁世凯称帝和张勋复辟。欧战结束后出国遊欧，回国后即退出政坛，专心著作和讲学。
有人说梁启超写评论往往态度不严肃；说他讲究文章的气势，但过于铺陈排比；他好纵论中外古今，但往往似是而非，给人以轻率、粗浅之感。但他则评说自己的文章“平易畅达，时杂以俚语、韵语及外国语法，纵笔所至不检束，学者竞效之，号新文体；老辈则痛恨，诋为野狐。然其文条理明晰，笔锋常带情感，对于读者，别有一种魔力焉。”因而有时写文章，尤其是政论最忌以势吓人，强词夺理焉。那时候写文章的人好卖弄“西学”，梁也喜欢把数学、化学、物理和政治相提并论，用自然科学的术语写政论，常常闹出许多笑话。但做新闻工作既要知识广博，又要避免肤浅，这不容易做到，因而梁一边要努力学习一边系统总结才做到。梁启超创办《时务报》开始确实很辛苦，他自己写评论，又要修改别人来稿，全部编排工作和复枝工作都由他一个人承担。后来才增加到七八个人，其中三位主要助手也是广东人。”
- 1929年1月梁启超病逝，章太炎撰送挽联致哀。

上联:
进退上下，式跃在渊，以师长责言，匡复深心姑屈己；
下联:
恢诡谲怪，道通为一，逮枭雄僭制，共和再造赖斯人 。
上联对于逝者一生事业作出具体的评价。进退上下，指梁启超在仕途中的沉浮曲折，前半生跻身政治和后半生讲学著述。式跃在渊，式，语助词。《诗·大雅·旱麓》：“鸢飞唳天，鱼跃于渊。”谓梁启超在政治舞台上犹如鱼在深渊跃动一样，进退自如，成就不凡。以师长责言，1916年张勋复辟时，梁启超与其师康有为产生政见分歧。康与张勋辅佐溥仪复辟，梁则协助段祺瑞誓师讨逆，康因此而将其逐出师门，并致书大加抨击。匡复深心，匡复将倾之国家，使之恢复原样。亦即为了达到恢复共和制度之目的，有时宁可委屈自己。他与康有为尽管政见分歧，可对老师的态度，却始终尊敬如一。
下联言逝者虽然政治态度多变，但在反对帝制复辟斗争中做出了重大贡献。恢诡谲怪，道通为一，语出《庄子·齐物论》：“故为是举莛与楹，厉与西施，恢诡谲怪，道通为一。”原谓许多极端相反的东西，如一根小草茎与一根柱子，一个丑女和一个美女，这大小美丑本来是非常矛盾的，但从道的观点看来，又是统一的。此指梁启超在近代一些历史事件中，观点与立场多变，但变的结果是变到“共和”这一方面来了。逮，及至。枭雄僭制，凶狠专横之人以不正当手段谋取政权，此指袁世凯称帝和张勋复辟而言。这些乱世之枭雄，都曾上台表演一番。结句谓再造共和制度依赖此人。此语虽不无一定的道理，却又明显属于溢美之词。
此联对于梁启超一生的评价，总体把握分寸较好。重点在于反对袁世凯称帝的斗争中，为再造共和建立奇功；又肯定他后来在反对张勋复辟的斗争中所达具匡复汉室的决心深义。
- 杨杏佛的挽联是“文开白话先河，自有勋劳垂学史；政似青苗一派，终怜凭藉误英雄。”
- 胡适的挽联是“文字收功，神州革命；平生自许，中国新民。”; 趋之，“中国新民，平生宏许；神州革命，文字奇功。”

胡适对梁启超崇敬之至，曾讲：“使无梁氏之笔，虽有百十孙、黄，岂能成功如此之速耶！”。
正是因为梁启超在当时拥有着巨大的影响力，在他逝世后，天津、上海都举行了公祭，各界名流纷纷著文悼念。
- 陈少白也是承认的——“救国才是他的宗旨”。陈少白也挽联梁启超曰:“五族岂徒然，公论定当怜此志；万言可立待,天才端不为常师。”
- 蔡元培言：“保障共和，应与松坡同不朽，宣传欧化，不因南海[註 4]让当仁[41]！”
- 高梦旦言：不朽在立言，独有千秋追介甫；自任以天下，何辞五就比阿衡。
- 夏敬观言：赋命历艰危，才性不为平世士；阖棺论成败，功名惟在旧书堆。
- 杨度评曰：事业本寻常，胜固欣然，败亦可喜；文章久零落，人皆欲杀，我独怜才。
- 吴宓评价说：“梁先生为中国近代政治文化史上影响最大之人物。”
- 丁文江的挽联：生我者父母，知我者任公；在地为河岳，在天为日星！
- 陈明远评价曰：梁启超的特长，就是以惊人的记忆力、敏锐的理解力，能够详尽占有资料并且从中迅速地整理出一个个头绪来，井井有条、条条有理。但梁启超是现代新儒学思想的开创者。他以人文自觉反对唯科学主义的误导，主张以中国精神文明医治世人精神苦痛。
- 陈寅恪说：任公先生高文博学，近世所罕见。然论者每惜其与中国五十年腐恶之政治不能绝缘，以为先生之不幸。是说也，余窃疑之。尝读元明旧史，见刘藏春姚逃虚皆以世外闲身而与人家国事。况先生少为儒家之学，本董生国身通一之旨，慕伊尹天民先觉之任，其不能与当时腐恶之政治绝缘，势不得不然……迨先生《异哉所谓国体问题者》一文出，摧陷廓清，如拨云雾而覩青天。然先生不能与近世政治绝缘者，实有不获已之故。此则中国之不幸，非独先生之不幸也。
- 王士珍言：读万卷书，行万里路，公直天下健者；先生自来，死有所归，我为斯世惜之。
- 冯玉祥言：矢志移山亦艰苦；大才如海更纵横。
- 阎锡山言：著作等身，试问当代英年，有几多私淑弟子；澄清揽辔，深慨同时群彦，更谁是继起人才。
- 郭沫若言：平心而论，梁任公地位在当时确实不失为一个革命家的代表。他是生在中国的封建制度被资本主义冲破了的时候，他负戴着时代的使命，标榜自由思想而与封建的残垒作战。“在他那新兴气锐的言论之前，差不多所有的旧思想、旧风气都好像狂风中的败叶，完全失掉了它的精彩。”二十年前的青少年——换句话说，就是当时有产阶级的子弟——无论是赞成或反对，可以说没有一个没有受过他的思想或文字的洗礼的。他是资产阶级革命时代的有力的代言者，他的功绩实不在章太炎辈之下。
- 梁漱溟曾这么表达自己对梁启超学问的佩服，“任公的特异处，在感应敏速，而能发皇于外，传达给人。他对于各种不同的思想学术极能吸收，最善发挥……有些时天真烂漫，不失其赤子之心。其可爱在此，其伟大在此。”
- 郭湛波在《近三十年中国思想史》里设立专章分析梁启超的思想，认为其新民说的主旨是要建设新道德—公德，“公德之标准，在利群，要有国家思想、权利思想；人民要自由、自治；要有进取冒险的精神，中国数千年不进步之原因，在一切障碍未铲除，所以要破坏。并且人民要有自尊心、合群的思想及毅力。”他并指出，梁启超的这种思想，“实代表西洋资本社会的思想，与数千年宗法封建思想一大的洗刷。”
- 萧公权言：“综其一生，悉于国耻世变中度过，蒿目忧心，不能自已。故自少壮以迄于病死，始终以救国新民之责自任。享年虽仅五十有七，而其生活则云变波折，与清末民初之时局相响应。梁启超以“善变”闻名于世。从戊戌年的变法开始，到庚子勤王，再到创办《新民丛报》，宣传“新民”思想，为开启民智鼓与呼。辛亥革命后，他回国参与政治，两次讨伐复辟，再造共和。他继承了晚清思想中儒家经世致用的传统，并将这一传统转变成新的人格和社会理想，在不断的“变”里，其宗旨和目的始终不变，“其方法虽变，然其所以爱国者未尝变也”。
- 郑振铎说：“他如顽执不变，便早已落伍了，退化了，与一切的遗老遗少同科了；他如不变，则他对于中国的供献与劳绩也许要等于零了。他的最伟大处，最足以表示他的光明磊落的人格处便是他的‘善变’，他的‘屡变’。”
- 常燕生发论：“在整理国学方面，梁先生的功力、成绩未必胜于王国维、陈垣诸人，然而在社会所得的效益和影响方面讲，梁先生的成绩却远非诸学者所可及。在一切未上轨道的国家里，社会需要思想家更甚于学者。一千个王国维的出现，抵不住一个梁启超的死亡的损失。”
- 吴其昌言：文体的改革，是梁启超最伟大的功绩，杂以俚语的新文体（报章体），才使得国民阅读的程度一日千里。
- 梁容若回忆道：任公先生崇拜王荆公，他的立身处世、学问文章也接近临川。越离他远，越感到他的声光魔力，振聋发聩，推倒一世豪杰，开拓万古心胸。等到一步步走近他，会发现他不免有几分逞强作势，执拗粗疏，权奇自喜的地方，不全是天理人情，光风霁月的中和乐育。倒离开他越久越远，会仍然认识到他的莽莽苍苍，参天拔地，“虽欲从之，末由也矣”的卓绝而伟大。
- 弟子梁实秋、潘光旦、张寿铸、吴景超四人挽联: 承魏侔而教，撷孔穿而辩，断以己意；有江陵之才，得荆公之学，作新斯人。
- 弟子超观《记梁任公先生轶事》记载，“坦率天真，纯粹一学者，交际非其所长，尤不知人，为生平最短。”“大事不糊涂，置恩怨于度外，则鲜有人及之者。”
- 在周恩来邓颖超纪念馆，我们还能看到周恩来抄写的梁启超的诗——“世界无穷愿无尽，海天寥廓立多时”，可见梁启超在当时的影响力。梁启超学问渊博，贯通新旧中西。他的文章极其动人。

- 鲁迅在1925年发表《语丝》的《杂论管闲事·做学问·灰色等》上写道：“京师图书馆”将要扩张，第一，馆长就必须学贯中西，世界闻名的学者。据说，这自然只有梁启超先生了，但可惜西学不大贯，所以配上一个北大教授李四光先生做副馆长，凑成一个中外兼通的完人。” 鲁迅又在1927年9月25日致台静农信中：“九月十七日来信收到了……诺贝尔赏金，梁启超自然不配，我也不配，要拿这钱，还欠努力。世界上比我好的作家何限，他们得不到。你看我译的那本《小约翰》，我那里做得出来，然而这作者就没有得到……倘因为黄色脸皮人，格外优待从宽，反足以长中国人的虚荣心，以为真可与别国大作家比肩了，结果将很坏。” （《小約翰》爲荷蘭作家 Frederik van Eeden 所著的《De Kleine Johannes》。）

- 谭嗣同有曰：不有行者，无以图将来。不有死者，无以召后起。康、梁就去图将来了。

## 相關的影視劇
- 《滿清十三皇朝》：1992年亞洲電視劇，李冈饰演
- 《戊戌风云》：又名《帝妃爱情》，1997年中華人民共和國电视剧，许正廷饰演
- 《人間四月天》：1999年中華人民共和國、臺灣两地合拍电视剧，郎雄饰演
- 《走向共和》：2003年中華人民共和國电视剧，张洪睿饰演
- 《蔡鍔與小鳳仙》：2009年香港無綫電視劇，江漢饰演
- 《建党伟业》：2011年中華人民共和國电影，张家辉饰演

## 研究書目
- 暢鍾.  第一章. 世界圖書出版社. 2015. ISBN 978-7-5100-9696-9 （中文（中国大陆））.
- 列文森（Joseph R. Levenson）. . 由劉偉 等翻译. 成都: 四川人民出版社. 1986 （中文（中国大陆））.
- 張灝. . 由崔志海翻译. 南京: 江蘇人民出版社. 1994. ISBN 7-214-01135-2 （中文（中国大陆））.
- 黃克武. . 台北: 中央研究院近代史研究所. 1994. ISBN 978-957-671-202-9 （中文（臺灣））.
- 狹間直樹. . 北京: 社會科學文獻出版社. 2001. ISBN 978-7-5097-2883-3 （中文（中国大陆））.
- 鄭匡民. . 上海: 上海書店出版社. 2003. ISBN 978-7-5458-0075-3 （中文（中国大陆））.
- 金文京. . 頁106-107. 衛城出版. 2022.5. ISBN 978-626-705-230-3 （中文（臺灣））.
- 頁二八七. 臺北: 國立中央圖書館. 1995 （中文（臺灣））.